# Tintin et les Picaros
Tintin et les Picaros est le vingt-troisième et dernier album achevé de la série de bande dessinée Les Aventures de Tintin, créée par le dessinateur belge Hergé. L'histoire est d'abord pré-publiée du 16 septembre 1975 au 13 avril 1976 dans les pages du journal Tintin, avant d'être éditée en album aux éditions Casterman en 1976.
Cette aventure marque le retour de Tintin au San Theodoros, longtemps après L'Oreille cassée. Accompagné du capitaine Haddock et du professeur Tournesol, il doit cette fois libérer la cantatrice Bianca Castafiore et les détectives Dupond et Dupont, accusés de prendre part à un prétendu complot ourdi depuis Moulinsart à l'encontre du dictateur à la tête de ce pays, le général Tapioca. Par la même occasion, Tintin retrouve le général Alcazar, à qui il prête main-forte pour mener sa révolution, de même que l'explorateur Ridgewell et la tribu des Arumbayas.
L'élaboration de ce nouvel album ne se fait pas sans heurts. Hergé entame l'écriture du scénario, sous le titre de Tintin et les Bigotudos, peu après la sortie des Bijoux de la Castafiore, en 1963. S'il s'appuie sur le contexte politique sud-américain de son époque, le dessinateur manque pourtant d'inspiration. Le projet est finalement abandonné au profit de la rédaction de Vol 714 pour Sydney et n'est repris que des années plus tard. Hergé retravaille en profondeur ses premières notes pour aboutir au scénario de Tintin et les Picaros.
La sortie de cet opus, huit ans après le dernier, est un événement culturel attendu, mais l'accueil critique qu'il reçoit est mitigé. De nombreux titres de presse marqués à gauche adressent de vives attaques au dessinateur dont ils jugent l'idéologie réactionnaire. À l'inverse, aux côtés du philosophe Michel Serres, rares sont les défenseurs d'Hergé. De même, Tintin et les Picaros soulève l'indignation de plusieurs spécialistes du dessinateur, à l'image de Benoît Peeters, pour qui l'album « n'ajoute rien à sa gloire, ni à son génie », ou de Thierry Groensteen, qui évoque « une certaine déliquescence dans tous les compartiments de la création ». Les critiques portent autant sur l'intrigue, jugée « sans relief » par Pierre Assouline, que sur le plan graphique, la qualité des dessins des albums précédents n'étant pas cette fois au rendez-vous.
Par ailleurs, Hergé poursuit dans cet album le processus de déconstruction de l'univers de Tintin entamé dès Les Bijoux de la Castafiore. L'évolution concerne en premier lieu le personnage principal qui abandonne ses culottes de golf pour des jeans, arbore un signe peace and love sur son casque de moto et pratique le yoga, tout en témoignant d'une certaine lassitude à l'égard de l'aventure. Dans le même temps, les décors et les costumes intègrent pleinement la mode de leur époque, inscrivant le héros dans l'air du temps. La scène finale de la prise du pouvoir par Alcazar pendant le carnaval illustre bien « l'irruption du factice et du vulgaire » dans la série, selon l'expression de Philippe Goddin. Les différents spécialistes de l'œuvre d'Hergé attribuent néanmoins quelques qualités à cet album, dans lequel ils peuvent lire une critique des médias et de leurs dérives potentielles, tout comme du tourisme de masse. De même, dans sa manière de présenter le peuple comme la victime des querelles de dirigeants assoiffés de pouvoir, Tintin et les Picaros s'inscrit pleinement dans l'évolution de la série comme de son créateur vers plus de compréhension et de tolérance envers les autres.

## L'histoire

### Résumé

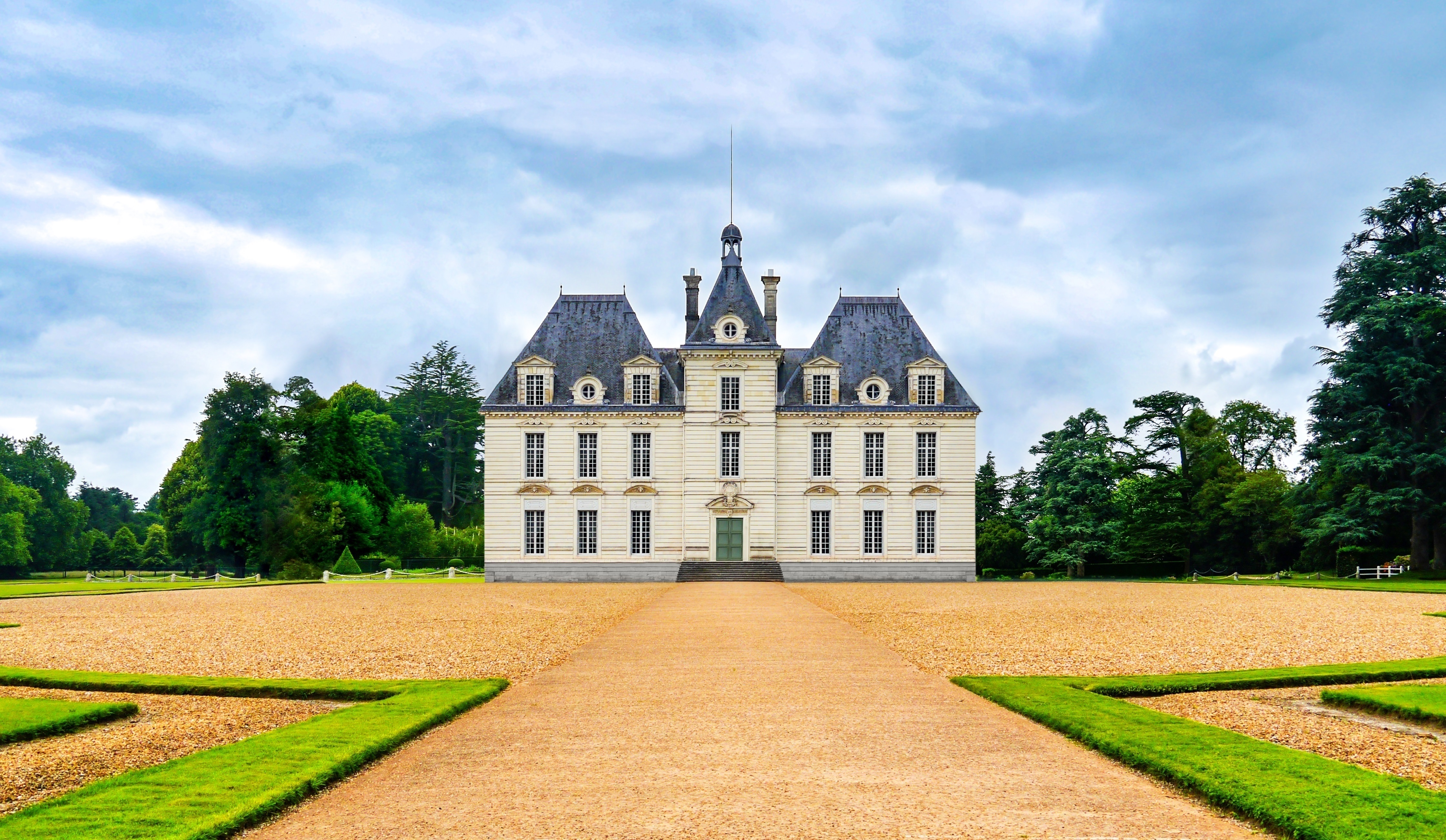
Tintin reste d'abord au château de Moulinsart, laissant Haddock et Tournesol partir seuls au San Theodoros.

Tintin, le capitaine Haddock et le professeur Tournesol apprennent dans la presse que leur amie Bianca Castafiore, sa camériste Irma, son accompagnateur Igor Wagner et les Dupondt qui l'accompagnent désormais dans tous ses déplacements ont été arrêtés au San Theodoros, où la célèbre cantatrice devait se produire. Ils sont tous accusés de prendre part à un complot contre le général Tapioca, qui tient le pays d'une main de fer, et dont le capitaine Haddock serait l'instigateur, par ses contacts passés avec son opposant le général Alcazar.
Après quelques vifs échanges par télégrammes, Haddock et le professeur Tournesol acceptent l'invitation de se rendre à Tapiocapolis pour rencontrer le dictateur, mais Tintin, qui craint un piège, refuse de les accompagner. Ils sont accueillis à bras ouverts par l'aide de camp de Tapioca, le colonel Alvarez, qui les fait installer dans une villa luxueuse où ils sont nourris et logés en attendant que Tapioca leur accorde un entretien. Peu à peu, Haddock comprend que l'invitation était bien un piège visant à le réduire au silence car ses déplacements sont restreints. C'est alors que Tintin le rejoint, et lui démontre que la villa est surveillée par les hommes de Tapioca qui ont installé des caméras et des micros dans les différentes pièces.
Quelques jours plus tard, le nouveau majordome, qui n'est autre que Pablo, que Tintin avait rencontré dans L'Oreille cassée, révèle aux trois héros que c'est en réalité le colonel Sponsz, l'ennemi bordure dont ils s'étaient joués dans L'Affaire Tournesol, qui est derrière toute cette histoire. Ce dernier, n'ayant jamais digéré l'affront qu'il avait subi, a mis sur pied ce faux complot en vue de les faire disparaître. Pablo propose alors à Tintin et ses compagnons de les faire évader : lors de la visite d'une pyramide précolombienne, une attaque de Picaros, les partisans du général Alcazar réfugiés dans la jungle, sera simulée pour leur permettre d'échapper à la surveillance de leurs gardes et de rejoindre le général.
En réalité, tout ceci est un piège et Pablo est un agent double qui collabore avec le colonel Sponsz. Le véritable plan conçu par ce dernier est de les faire liquider par les hommes du général Tapioca ainsi que le général Alcazar. De fait, à la suite de cette prétendue évasion, un canon antichar tente de détruire le camion qui les transporte, mais la vigilance de Tintin leur permet miraculeusement d'échapper au tir. Alcazar, Tintin et ses compagnons réussissent à s'enfuir dans la jungle et à rejoindre le camp des Picaros, en traversant le territoire des Arumbayas.

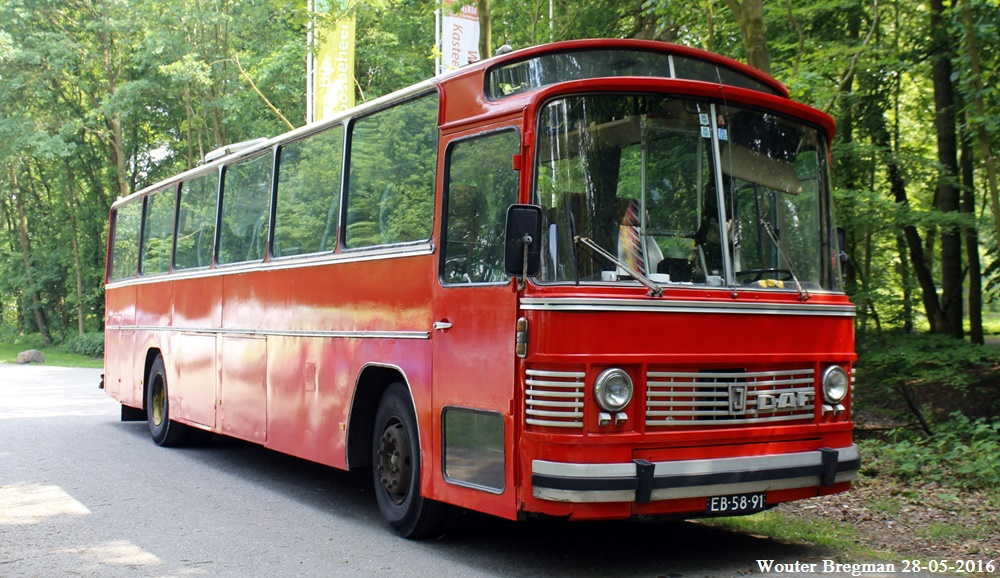
Les Joyeux Turlurons voyagent dans un autocar Jonckheere DAF SB 1602 de 1974.

À leur arrivée au camp, ils découvrent les Picaros ivres morts. Alcazar informe ses amis que le général Tapioca fait larguer des cargaisons de whisky dans les parages du camp pour entretenir l'alcoolisme des Picaros et ainsi empêcher son rival de mener à bien la révolution qui lui permettrait de reprendre le pouvoir. Fort heureusement, le professeur Tournesol est l'inventeur d'un médicament qui rend intolérant à l'alcool et qu'il teste depuis plusieurs semaines sur le capitaine Haddock, à son insu. Grâce au remède de Tournesol, les Picaros sont sevrés. C'est alors que Séraphin Lampion et ses Turlurons font une arrivée providentielle : invités par le général Tapioca à participer au carnaval de Tapiocapolis, ils s'égarent dans la jungle et arrivent par hasard chez les Picaros, à bord de leur autocar. Revêtant les costumes des Turlurons pour passer inaperçus, Tintin, Alcazar et les Picaros déclenchent la révolution et contraignent Tapioca à abandonner le pouvoir, sans avoir versé la moindre goutte de sang.
Immédiatement après le coup d'État, Tintin et Haddock font libérer la Castafiore, Irma, Wagner et les Dupondt, qui avaient été condamnés à mort au terme d'un simulacre de procès. À la demande de Tintin, qui a fait jurer à Alcazar de n'exécuter personne, Tapioca, Pablo et le colonel Sponsz sont graciés. Ce dernier est renvoyé en Bordurie.

### Personnages
Le scénario met au centre la rivalité entre le général Tapioca et le général Alcazar, sous-intrigue récurrente depuis L'Oreille cassée. Dans cet album, Tintin finissait emprisonné au San Theodoros gouverné par Tapioca, mais la révolution de l'opposant Alcazar le libérait, avant que le nouveau dirigeant ne le condamne à mort à son tour. Dès lors, Alcazar devient l'un des personnages récurrents de la série. Dans Les Sept Boules de cristal, Tintin rencontre Alcazar en Europe, renversé par un coup d'État mené par Tapioca et reconverti en artiste de music-hall. À la fin de l'album, Tintin le croise à nouveau au port de Saint-Nazaire d'où il compte regagner son pays, probablement dans l'intention de reprendre le pouvoir. Bien plus tard, dans Coke en stock, Tintin le retrouve par hasard, encore déchu, venu acquérir secrètement en Europe de vieux avions nécessaires à un nouveau renversement de son adversaire ; à la fin, la presse mentionne qu'Alcazar est bien parvenu à chasser son éternel rival du pouvoir au San Theodoros, grâce à son aviation. La situation apparaît avoir été de nouveau retournée au début de Tintin et les Picaros. Par ailleurs, jusqu'alors uniquement mentionné, le général Tapioca est enfin visible dans ce dernier album,.

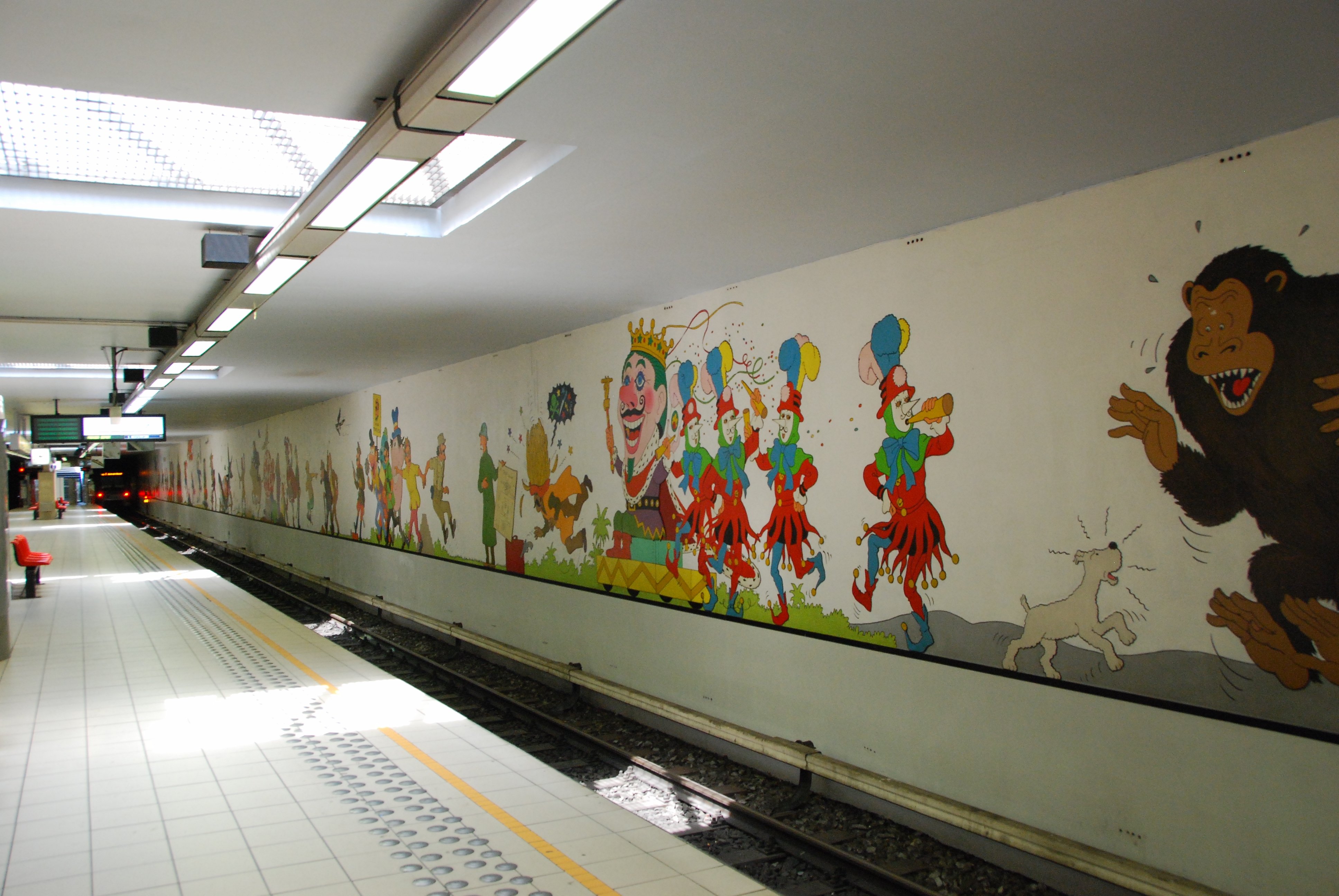
Le costume des Joyeux Turlurons, à la station Stockel du métro de Bruxelles.

De même, fidèle à son habitude, Hergé convoque de nombreux personnages de précédentes histoires, à commencer par la cantatrice Bianca Castafiore, entourée comme il se doit de son pianiste Igor Wagner et de sa femme de chambre Irma. Depuis Les Bijoux de la Castafiore, les policiers Dupond et Dupont l'accompagnent également dans tous ses déplacements pour assurer la sécurité de ses joyaux. Déjà apparu dans L'Oreille cassée, Pablo semble du côté des Picaros mais est en réalité à la solde du régime tapioquiste, au sein duquel le colonel Sponsz, dont Tintin et le capitaine Haddock avaient déjoué les plans dans L'Affaire Tournesol, exerce les fonctions de conseiller. Enfin, l'éternel gêneur Séraphin Lampion fait une arrivée aussi inattendue qu'opportune dans la jungle des Picaros. Tandis que les lecteurs le connaissaient jusqu'ici comme un assureur et membre d'un club automobile, il est cette fois présenté comme le président d'une troupe folklorique, les Joyeux Turlurons, dont les costumes permettent aux hommes Alcazar de s'introduire incognito dans le palais de Tapioca.
De nouveaux personnages font néanmoins leur apparition dans cette aventure. En premier lieu, Peggy Alcazar, une matrone américaine, grincheuse, autoritaire et exécrable, qui mène à la baguette son général de mari. De son côté, le colonel Alvarez, fidèle serviteur de Tapioca, n'hésite pas à retourner sa veste après la chute de ce dernier, en demandant notamment au général Alcazar s'il faut le faire fusiller tout de suite.
Par ailleurs, c'est dans cette aventure que le lecteur découvre, sur le tard, le prénom du capitaine Haddock : Archibald.

### Lieux visités

Le drapeau du San Theodoros.

Le récit s'ouvre en Belgique, au château de Moulinsart, que les héros quittent très vite pour rejoindre le San Theodoros, un état sud-américain fictif créé par Hergé pour les besoins de son sixième album, L'Oreille cassée. Le pays apparaît ici sous un jour nouveau, rénové et moderne. D'abord logés dans une villa de la périphérie de Tapiocapolis, la capitale auparavant nommée Las Dopicos, ils rejoignent le village des Arumbayas puis le camp des Picaros, situés dans la jungle, après avoir effectué une courte visite d'un monument local, à savoir la « pyramide paztèque de Trenxcoatl ».

## Création de l'œuvre

### Contexte d'écriture

#### L'agitation du continent sud-américain

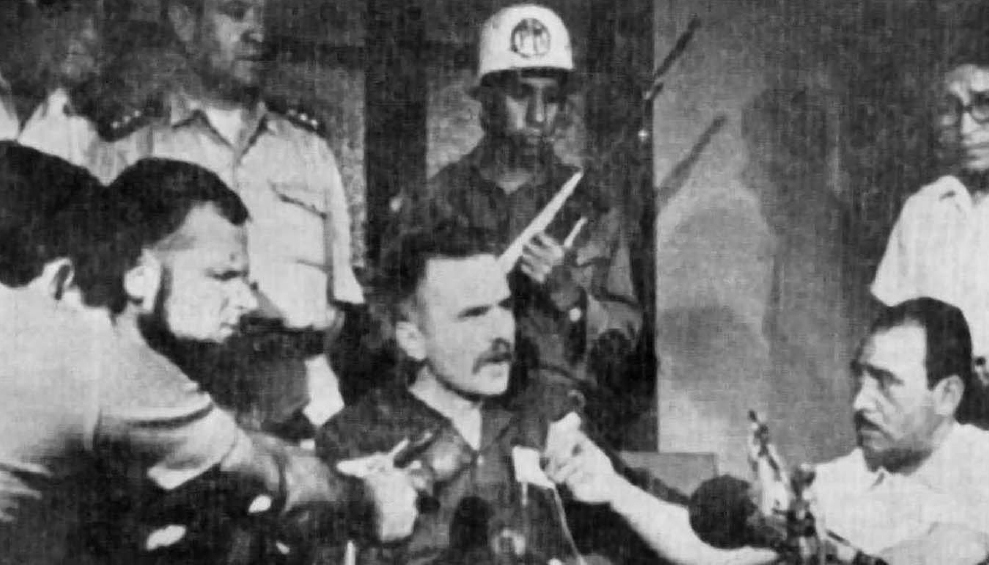
Hergé suit dans les années 1960 l'« affaire Régis Debray », controverse autour de l'engagement d'un jeune français dans la guérilla du Che.

La genèse de l'album remonte en 1962, alors qu'Hergé vient de conclure Les Bijoux de la Castafiore. Dans les années 1960 et suivantes, toute l'Amérique latine est agitée par l'instabilité politique, les guérillas et coups d'État, révolutions ou avènements de juntes militaires, liés à la guerre froide, soutenus voire dirigés de loin par le bloc de l'Est ou le bloc de l'Ouest,. La crise des missiles de Cuba remet alors au cœur de l'actualité le régime de Fidel Castro, qui n'avait achevé sa révolution à Cuba que quelques années auparavant. De 1953 à 1959, terrés dans la Sierra Maestra, les frères Fidel et Raúl Castro, leur acolyte argentin Che Guevara et leurs hommes ont mené une guérilla pour renverser Fulgencio Batista et établir un système socialiste — ils ont fait le serment de ne pas se raser jusqu'à la victoire finale, d'où leur surnom de barbudos (« barbus ») à leur arrivée au pouvoir. Avec l'embargo des États-Unis contre Cuba, ce nouveau régime devient un allié stratégique de l'Union soviétique, tout en demeurant un symbole du tiers-mondisme,.
Dans la lignée de la révolution cubaine, d'autres guérillas naissent dans le sous-continent : au Venezuela et sous la houlette de Guevara lui-même dans son pays natal, l'Argentine. Che Guevara tente ensuite, sans succès, de lancer des révolutions au Congo-Léopoldville, puis en Bolivie, où il est exécuté en 1967,,. Régis Debray, un jeune professeur français ayant rejoint la guérilla de Guevara en Bolivie, est arrêté et condamné à une peine de trente ans de prison par un tribunal militaire : son procès donne lieu à une campagne internationale en sa faveur lancée par des intellectuels, qui aboutit à sa libération en 1970. En Uruguay, le mouvement d'extrême-gauche des Tupamaros choisit la lutte armée à travers la guérilla urbaine, avant d'être écrasé par le régime militaire entre 1973 et 1976,. Par un coup d'État en avril 1964, le Brésil sombre dans la dictature militaire, des mouvements de guérilla émergent en réaction, et la torture et les assassinats politiques deviennent une habitude ; le pays connaît néanmoins son « miracle économique » sous ce régime qui perdure jusqu'en 1985. L'opinion internationale s'émeut du coup d'État au Chili en 1973 par le général Pinochet, aidé par les États-Unis, qui renverse l'expérience socialiste et démocratique du gouvernement de Salvador Allende, lequel se suicide lors du siège du palais présidentiel,. Tous ces bouleversements politiques accompagnent l'élaboration de la nouvelle aventure d'Hergé.

#### Hergé, loin de Tintin

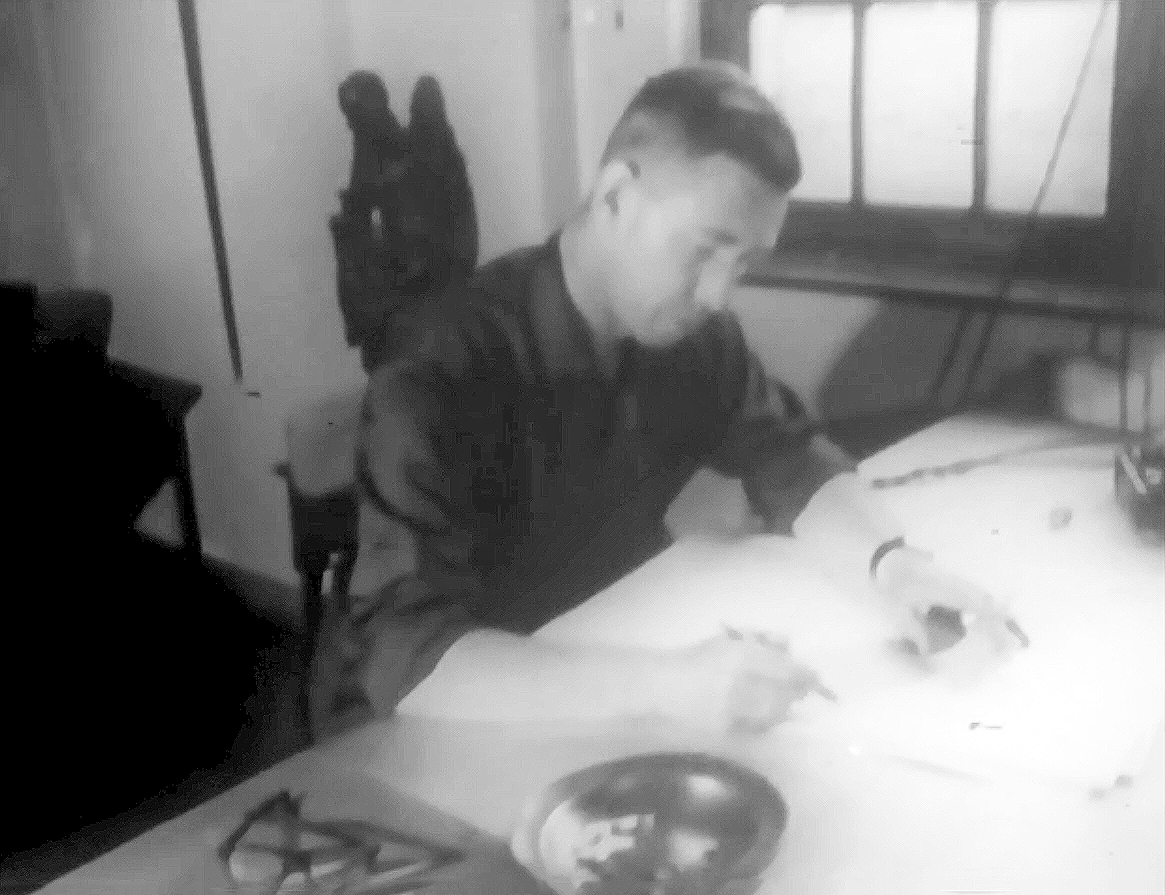
Hergé en 1962, travaillant sur une planche des Bijoux de la Castafiore, dans sa maison de Céroux-Mousty.

À la même époque, alors que son héros devient une icône internationale, qu'il vient de livrer deux albums considérés comme des chefs-d'œuvre — Tintin au Tibet et Les Bijoux de la Castafiore —, Hergé semble se désintéresser de plus en plus des Aventures de Tintin, pourtant en plein apogée commercial. Déjà dans l'immédiat après-guerre, il s'était rendu compte qu'il ne pourrait plus créer des aventures avec la facilité et l'évidence d'avant, mais au prix d'un grand labeur. Depuis 1960, il vit sereinement avec sa jeune coloriste Fanny Vlamynck, pour laquelle il a quitté son épouse Germaine, après quatre années de liaison.
De nombreuses occupations le détournent facilement de son travail sur de nouvelles histoires de Tintin. Dans la même décennie émerge en lui une passion pour l'art moderne et contemporain, qui lui prend une bonne partie de son temps, d'autant plus qu'il tente furtivement la peinture,. L'auteur prend des vacances de plus en plus régulières et longues, notamment en Ardenne, en Suisse, ou en Italie. Outre ces virées, lui qui, à l'inverse de son héros, n'avait que peu voyagé, multiplie désormais les destinations lointaines : toute l'Italie, une croisière en Méditerranée et la Tunisie en 1963, le Québec en 1965, la Grèce en 1969, une vaste visite des États-Unis, et un voyage professionnel au Danemark et en Suède en 1971, une invitation au premier Congrès international de la bande-dessinée à New York en 1972, ainsi qu'un séjour en « république de Chine » à Taïwan, puis la Thaïlande et Bali en 1973. Aux Studios Hergé, Hergé se laisse volontiers distraire par des discussions avec ses amis, ou de longues pauses entre collègues, prend le temps de répondre à sa volumineuse correspondance et d'accueillir les visiteurs. Il semble également prendre plus d'intérêt à son incessante correction de ses entretiens avec Numa Sadoul avant leur publication en livre,.

### Première ébauche
Les étapes de son travail sont difficiles à situer précisément dans le temps, ses notes et esquisses n'étant pas datées, n'ayant pour lui qu'un intérêt immédiat. Philippe Goddin, spécialiste d'Hergé, effectue néanmoins dans Hergé et les Bigotudos, paru en 1990, l'archéologie et l'historiographie de la lente gestation de Tintin et les Picaros, étalée sur un millier de feuillets, et parvient à retracer le processus de création de l'album, notamment le long moment passé à trouver le juste scénario, et en date les grandes phases.
Dans les premiers synopsis, les Dupondt parcourent l’Amérique du Sud à la recherche de la Castafiore, afin de lui remettre l’émeraude volée par la pie. Tintin, invité au San Theodoros, voit son avion détourné par un « Bigotudos », moustachu partisan du général Alcazar qui a juré de ne plus se couper les moustaches jusqu'à la victoire finale. Après un atterrissage en catastrophe dans une ville « libérée » par les Bigotudos, Tintin et Haddock sont reconnus par le colonel Sponsz, un Bordure qui soutient la révolution bigotudos. Il les enferme dans un camp de concentration avec un ministre de Tapioca qui était dans l’avion. Échappés, Tintin et Haddock sont trahis par ce ministre qui les fait envoyer dans un autre camp de concentration. Hergé envisage que Tintin, inquiet des sévices infligés aux Indiens (ou à la population ?) favorise une révolution permettant la réconciliation nationale. Mais le scénario hésite sur le rôle à attribuer à Tintin : Doit-il prendre parti ? N’apparaît-il pas que comme une victime ? Peut-il devenir un militant ?
Ce lent cheminement est caractéristique de la façon d'Hergé d'élaborer un récit à l'époque : il n'a plus l'« évidence créatrice » comme dans ses premières décennies mais, au contraire, envisage toutes les pistes possibles, ce qui lui prend plus de temps et le perd.

Ce changement de nature dans son imagination s'observe dans ses notes préparatoires laissées tout au long de sa vie : 

« [Dans ses premiers carnets de notes], l'imagination d'Hergé travaille par petites cellules purement affirmatives. Les notations sont brèves, nettes ; Hergé sent d'emblée ce qui peut lui servir. (…) Plus les années passent, plus Hergé va être gagné par le doute. Tandis que la mélancolie s'impose dans sa vie, il se met à travailler de manière de plus en plus arborescente : désormais, les recherches de scénarios prennent toujours la forme du ou bien/ou bien : Haddock part vers l'Amérique du sud et Tintin l'accompagne ou bien Haddock part seul, tandis que Tintin reste à Moulinsart. S'il reste à Moulinsart, il reçoit rapidement des nouvelles de lui, ou bien il n'en reçoit pas, etc., etc. Or, on sait très bien que tout narrateur qui cultive les arborescences (…) est pris rapidement dans un vertige. Tellement de possibles s'ouvrent à chaque étape que le narrateur est saisi par le doute. [Le] jeune Hergé, qui travaille d'abord pour la presse et dans la hâte, est vraiment dans l'affirmation, semblable à Tintin qui s'élance dans l'escalier en enfilant son imperméable, et court vers le port. [Dans les dernières décennies, on voit] Hergé saisi par le doute, qui veut composer un récit, et découvre la prolifération des possibilités narratives. Les arborescences vont peu à peu le paralyser, et en lisant les notes pour les dernières aventures, on a parfois le sentiment qu'il n'a pas choisi le meilleur dans ses propres hypothèses. »

— Benoît Peeters, 2016.
Hergé ne peut mener à bien l'écriture de son scénario et ce blocage exaspère certains de ses collaborateurs qui s'impatientent. Jacques Martin convainc Bob de Moor qu'en unissant leurs efforts et leurs compétences, ils sont tout à fait capables de réaliser un album en lieu et place d'Hergé. Alors que ce dernier effectue un nouveau voyage en Suisse, les deux dessinateurs sélectionnent l'un des découpages les plus aboutis du dossier préparatoire de ce nouvel album pour en effectuer le crayonné et la mise à l'encre. Ils demandent à Roger Leloup, spécialiste des éléments techniques, notamment aéronautiques, de dessiner l'avion et son intérieur mais celui-ci refuse de prendre part à cette suspecte manœuvre. Ils déposent cette planche sans un mot de commentaire sur le bureau d'Hergé, qui la découvre à son retour. Par ce « geste d'humeur », comme le qualifie Philippe Goddin, les deux dessinateurs cherchent avant tout à montrer au créateur de Tintin que la naissance d'une nouvelle aventure ne repose pas uniquement sur ses propres épaules et que son rôle peut bien être plus limité que ce qu'il laisse entendre. Quelques jours après son retour, Hergé laisse paraître la planche en question dans l'hebdomadaire suisse L'Illustré, tout en livrant un entretien dans lequel il confie manquer d'inspiration et réclame son droit de ne pas soutenir une cadence forcée de production, comme peuvent le faire de nombreux écrivains.
Hergé abandonne finalement le projet, ne retenant que l'idée du détournement d'avion pour mettre au point Vol 714 pour Sydney

### Nouveau scénario
Ce n'est qu'après la parution de Vol 714, en 1968, qu'Hergé reprend l'idée du scénario pour les Picaros. En 1969, le dessinateur est accaparé par le quarantième anniversaire de Tintin en début d'année, puis la sortie et la promotion du film d'animation Tintin et le Temple du Soleil en décembre, pour lesquels il est très sollicité. Il rassure les journalistes quant au prochain album, prétendant travailler dessus. Il évoque encore être inspiré par le Che et Régis Debray, et annonce une histoire avec Alcazar et des révolutionnaires à longues moustaches.
À Greg, rédacteur en chef du journal Tintin, qui espère fin 1970 y voir revenir sa vedette à l'aventure en septembre 1971, à l'occasion des vingt-cinq ans de l'hebdomadaire, Hergé répond qu'il « compte poursuivre et terminer un jour la nouvelle histoire entamée », mais qu'il est trop tôt pour planifier sa publication. Dans un entretien accordé au journaliste Bruno Duval, en 1973, Hergé témoigne de ses nombreuses hésitations : « Mon prochain album s'appuiera sur des éléments réels. Bien sûr, l'affaire Régis Debray, j'ai suivi ça à l'époque. C'est ça et ce n'est pas ça… […] C'est l'atmosphère qui m'a inspiré : tout ce qui se passe en Amérique du Sud. Le Brésil et la torture, les Tupamaros, Fidel Castro, le Che... Sans même dire où vont mes sympathies. »,
C'est finalement un scénario entièrement revu par rapport à la version des Bigotudos qu'Hergé utilise pour ce nouvel album. En 1971, le dessinateur en révèle le titre dans un entretien accordé à Numa Sadoul, au cours du festival du livre de Nice, pour la revue Schtroumpf.

## Publications

### Premières parutions

#### Prépublication dansTintin

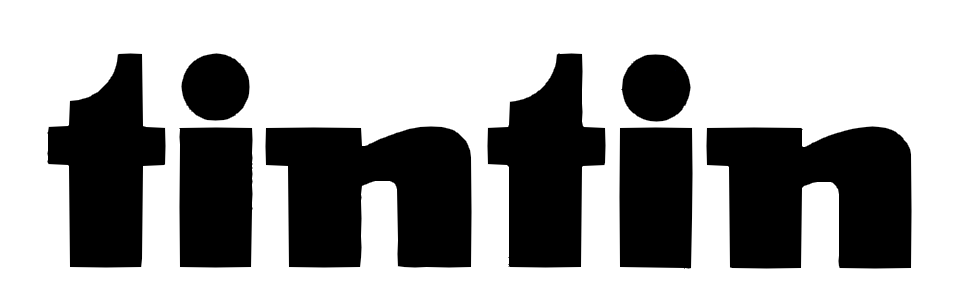
Tintin et les Picaros paraît d'abord dans les pages du journal Tintin.

La première page est en cours de coloriage lorsqu'une erreur est remarquée par les coloristes : Tintin évolue dans un paysage estival avec des arbres fleuris alors que l'action est censée se dérouler en février, juste avant le carnaval. L'erreur est corrigée, Hergé et les Studios redessinant la première case et les décors des suivantes pour les situer dans un paysage hivernal. Conscient de l'attente suscitée auprès des lecteurs après plusieurs années d'interruption de la série, la rédaction du magazine Tintin annonce le retour de son héros dans le numéro du 9 septembre 1975 : « La nouvelle se répandait comme une traînée de poudre. Il faut bien dire que beaucoup d'entre nous l'attendaient. Depuis le temps que l'on en parlait, que dans les milieux autorisés ou non toutes sortes de rumeurs plus ou moins farfelues couraient à ce sujet, que même certains commençaient à désespérer. Aujourd'hui, c'est officiel, sûr, certain, croix de bois, croix de fer, si je mens, je vais en enfer. Tintin et les Picaros c'est pour la semaine prochaine […] ».
La prépublication de Tintin et les Picaros débute le 16 septembre 1975 dans les pages du journal Tintin et se poursuit jusqu'au 13 avril 1976, à raison de deux planches par semaine,,. L'aventure paraît simultanément en France et en Belgique, la version française du magazine étant d'ailleurs renommée Nouveau Tintin à partir de ce numéro et gérée par la société Édi-Monde, dirigée par Paul Winkler. Le numéro où commence l'histoire comporte également un article d'Yves Duval faisant la promotion du tourisme au San Theodoros et évoquant le contexte politique du pays, ainsi qu'un dossier de seize pages sur « Tout Hergé et son univers ». Outre une courte biographie du dessinateur et un entretien avec son assistant Bob de Moor, le dossier comprend des éclairages sur des aspects de l'œuvre d'Hergé ou certains de ses personnages, ainsi qu'un quiz à destination des lecteurs intitulé « Es-tu docteur-ès-Tintin ? ». La semaine suivante est lancé un « Grand concours Tintin et les Picaros », offrant un voyage en récompense des trois premiers prix. Hergé dessine quelques couvertures pour le journal liées à sa nouvelle histoire.

#### Parution en album
Pour la première fois, la prépublication dans le journal Tintin et l'album ont une seule et même colorisation. Tintin et les Picaros bénéficie d'un tirage record de 1,2 million d'exemplaires. L'éditeur Casterman a lancé l'impression de l'album avant même la fin de la pré-publication. Hergé et l'équipe de ses studios sont invités au démarrage des rotatives. L'auteur est ensuite convié à de nombreux cocktails de présentation de l'album, le premier étant le 2 avril 1976, à Bruxelles et à Paris. L'album paraît en mai 1976. Outre la sortie de l'album, l'année 1976 est chargée pour Hergé, avec les célébrations des vingt-cinq ans de règne du roi Baudouin, auxquelles Tintin est associé, la sortie du documentaire Moi, Tintin, l'inauguration de la statue de Nat Neujean dans un parc bruxellois et les trente ans du journal Tintin.
La couverture de Tintin et les Picaros est très proche dans son sujet et sa composition de celle de L'Éruption du Karamako des Aventures de Jo, Zette et Jocko, autre série d'Hergé. Il est à noter que pour la première fois, le bandeau de surtitre général Les Aventures de Tintin n'apparaît pas sur la couverture de l'album, étant couvert par le cartouche du titre. C'est à partir de cet album que Casterman adopte le quatrième plat présentant les couvertures de tous les albums, à la place d'une simple liste des titres.

### Autres parutions et traductions

#### Diffusions en feuilleton dans la presse
Comme d'autres aventures de la série, Tintin et les Picaros paraît en Suisse dans L'Écho illustré, à raison d'une planche hebdomadaire en couleurs à partir du 13 décembre 1975 et jusqu'au 12 février 1977. En France, l'aventure est diffusée en feuilleton dans le périodique Junior du 2 octobre 1975 au 29 avril 1976, mais également dans deux titres de la presse régionale, à savoir Le Maine libre et La Presse de la Manche en 1981. En Belgique, elle paraît simultanément dans le magazine néerlandophone pour la jeunesse Ons Volkske, sous le titre Kuifje en de Picaro's, et dans sa version francophone Junior (Chez nous), entre le 2 octobre 1975 et le 29 avril 1976.
Tintin et les Picaros bénéficie de traductions dans différentes versions de l'hebdomadaire Tintin à l'étranger. Elle est reproduite au Portugal du 17 avril au 25 septembre 1976 sous le titre Tintin e os Picaros, et en Égypte la même année.
L'aventure paraît en feuilleton dans de nombreux autres pays. En Espagne, le quotidien Ya, fondé par Editorial Católica (es) et de tendance conservatrice, diffuse quotidiennement Tintín y los Picaros du 29 décembre 1976 au 11 mars 1977. Au Danemark Tintin og picaroerne est publié dans le Aalbord (Søndags) Stiftstidende du 26 septembre 1982 au 4 décembre 1983 et le quotidien Politiken du 26 février au 7 décembre 1976. En Finlande, Tintti ja Picarot paraît du 5 mai au 20 octobre 1976. C'est également la dernière aventure de Tintin diffusée dans la presse grecque, avec une parution dans O Tachydromos entre le 11 janvier et le 14 juin 1979. En Suède, Tintin hos gerillan paraît d'abord dans Dagens Nyheter du 19 septembre 1976 au 6 février 1977, puis dans Allers du 13 mars 1977 au 14 mai 1978, dans Barometern du 8 septembre 1979 au 13 décembre 1980, dans Arbetet du 29 septembre 1979 au 16 novembre 1980, dans Eskilstuna-Kuriren du 29 septembre 1979 au 3 janvier 1981, dans Jönköpings-Posten du 14 décembre 1979 au 14 février 1981, et dans le supplément dominical du Svenska Dagbladet à partir du 13 avril 1986. En Turquie, la revue Milliyet Çocuk la diffuse entre 1975 et 1976.

#### Traductions de l'album
L'album est traduit en espagnol et en anglais dès 1976. Il bénéficie d'autres traductions, comme le néerlandais la même année, l'arabe en 1979, aux éditions Dar el Maaref, le thaï en 1987, le norvégien en 1993, le finnois en 2000, le turc en 2004, le vietnamien en 2014 ou encore le grec en 2018. Des traductions existent également en langues régionales comme le catalan en 1981, le créole antillais en 2009 ou le hessois en 2013.
L'album était annoncé depuis tellement longtemps que l'attente est très forte à sa sortie, l'absence de huit ans depuis Vol 714 pour Sydney et ses annonces dès les années 1960 lui conférant « un caractère quasi mythique », selon les mots de Frédéric Soumois. L'univers de Tintin y joue là son dernier acte avant le baisser de rideau, en forme de farce carnavalesque, après le huis clos pseudo-policier des Bijoux de la Castafiore et l'aventure teintée d'ésotérisme de Vol 714 pour Sydney.
À sa parution, Tintin et les Picaros connaît un énorme succès, notamment en raison de l'espacement de plus en plus grand entre les sorties des albums de Tintin. Au centre des critiques, Tintin et les Picaros est pourtant une réussite sur le plan commercial et 1,5 million d'albums sont vendus dans les semaines qui suivent sa sortie. Un mois après sa sortie, il se place en troisième position sur la liste des meilleures ventes des librairies françaises. Ce succès relance les ventes du reste de la série. A posteriori, en 2003, Tintin et les Picaros fait figure d'album le moins populaire de la série avec 4,5 millions d'exemplaires vendus depuis sa sortie en 1976, coffrets d'intégrales et éditions de luxe inclus.

### Accueil critique
La parution de Tintin et les Picaros au printemps 1976, huit ans après le dernier album, est un événement culturel attendu, notamment par la critique, d'autant plus que l'album aborde un sujet politique. Cette nouvelle aventure reçoit un accueil mitigé auprès de la critique. C'est notamment le cas du journaliste Bruno Frappat dans les colonnes du Monde qui déplore la faiblesse du scénario comparativement aux précédents albums : « Combien de tintinophiles supporteront le coup que Hergé vient de porter à leur héros favori. À ceux qui ont appris à lire dans Le Lotus bleu ou L'Oreille cassée, la dernière aventure de Tintin vient confirmer, hélas, ce que laissait prévoir l'avant-dernière : Tintin n'est plus Tintin et l'univers s'écroule ! [...] Le drame, pour ceux qui l'ont suivi sur les routes de la planète, dans tous les continents et jusque sur la Lune, c'est de le voir patauger dans une histoire médiocre. »

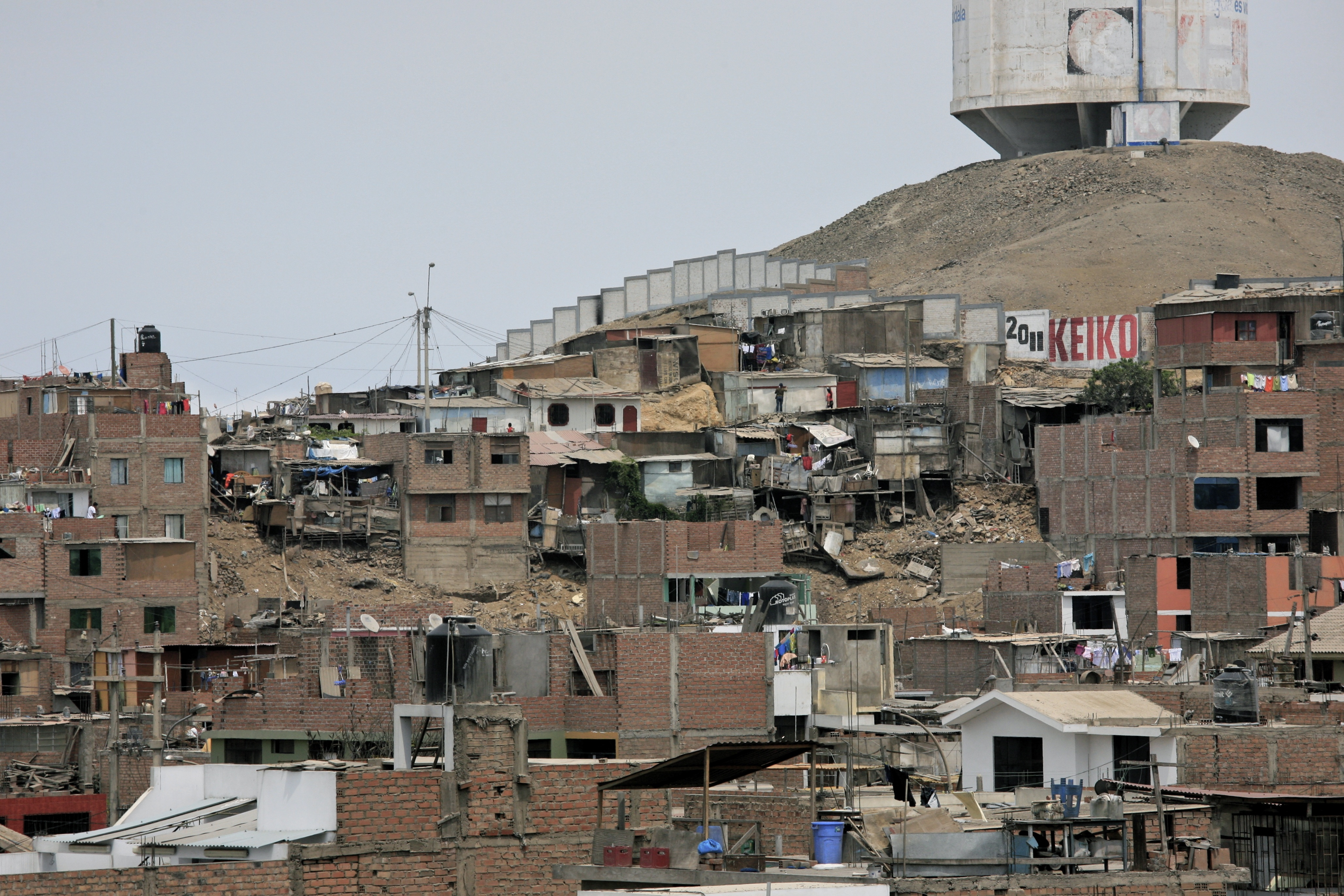
Un bidonville à Lima, Pérou. La vision désabusée de la révolution d'Alcazar, qui ne change rien pour le peuple, vaut à Hergé les foudres des critiques les plus politisées.

D'autres journalistes mettent en cause l'aspect idéologique de Tintin et les Picaros et la manière dont Hergé présente l'Amérique latine. Son refus de s'engager en faveur d'un camp ou d'un autre entretient « la confusion entre junte militaire et régime révolutionnaire », qu'il met sur un pied d'égalité. La comparaison entre les deux vignettes du début et de la fin de l'album, montrant le même bidonville — comportant alternativement un panneau « Viva Tapioca » puis « Viva Alcazar » — gardé par des policiers dont seul l'uniforme et l'allégeance ont changé, agit comme pour renvoyer dos à dos les deux camps qui s'affrontent, ce qui vaut au dessinateur des critiques de la part de nombreux titres de presse marqués à gauche. En refusant de prendre parti, c'est comme si Hergé voulait montrer son désenchantement par rapport aux révolutions sud-américaines. On lui reproche d'avoir mis sur le même plan les dictatures d'extrême-droite et les révolutionnaires d'extrême-gauche d'Amérique car il montre que la révolution d'apparence marxiste d'Alcazar amène à une nouvelle dictature après avoir chassé le régime considéré comme de droite de Tapioca[réf. nécessaire]. Dans l'hebdomadaire belge Hebdo 76, Étienne Felkaï critique la vision « réactionnaire » du dessinateur, qui continue de faire de Tintin « le modèle inégalé du héros de la civilisation occidentale salvatrice ». L'hebdomadaire parisien Révolution est encore plus acerbe, en qualifiant l'album de « franchement crapuleux ». La campagne de presse est telle que le journal belge Spécial, dans son numéro du 12 mai 1976, consacre trois pages à l'étude de ces différentes réactions sous le titre « Faut-il brûler Tintin ? ».
Rares sont les soutiens du dessinateur et la presse spécialisée se déchaîne elle aussi. Si Pilote évoque « un Hergé plein d'élégance », Fluide glacial souligne sa « dégringolade » et Charlie Mensuel estime qu'il s'agit d'un album « bâclé et puant politiquement ».
Au contraire, le philosophe Michel Serres, qui publie une étude de l'album de la revue Critique, prend la défense d'Hergé. Il insiste sur le fait que le dessinateur ne dépeint pas une révolution voulue par le peuple mais une simple révolte de palais : « Un général aidé de quelques sicaires prend la place d'un général protégé par les siens. »
Ces nombreuses critiques blessent profondément Hergé qui cherche à se justifier dans un entretien accordé aux Nouvelles littéraires, dans lequel il concède que son album se déroule sur un arrière-plan politique mais qu'il n'a pas souhaité en faire le thème principal. Il profite de la parution de l'album pour répondre aux critiques sur ses opinions politiques. Il se dédouane en affirmant ne pas en avoir, suivant un mot de Friedrich Nietzsche : « Toute conviction est une prison »,. Il explique surtout avoir voulu montrer que « toute dictature, quelle qu'elle soit, de gauche ou de droite, est haïssable ». Il se défend de fustiger l'ensemble des révolutions, en expliquant que c'est seulement la révolution montrée dans l'album qui ne change rien : « Il y a des révolutions qui apportent quelque chose, d'autres qui n'apportent rien, d'autres qui apportent pire et celle-là c'est la même chose ». Sans s'en vanter, Hergé s'implique lui-même dans ce contexte, lorsqu'il écrit une lettre en faveur de la libération d'Héctor Oesterheld, scénariste de la bande dessinée censurée Vida del Che (en), disparu sous la junte militaire en Argentine en 1977.

## Inspirations et références

### Sources d'inspiration

#### Nom et apparence des personnages

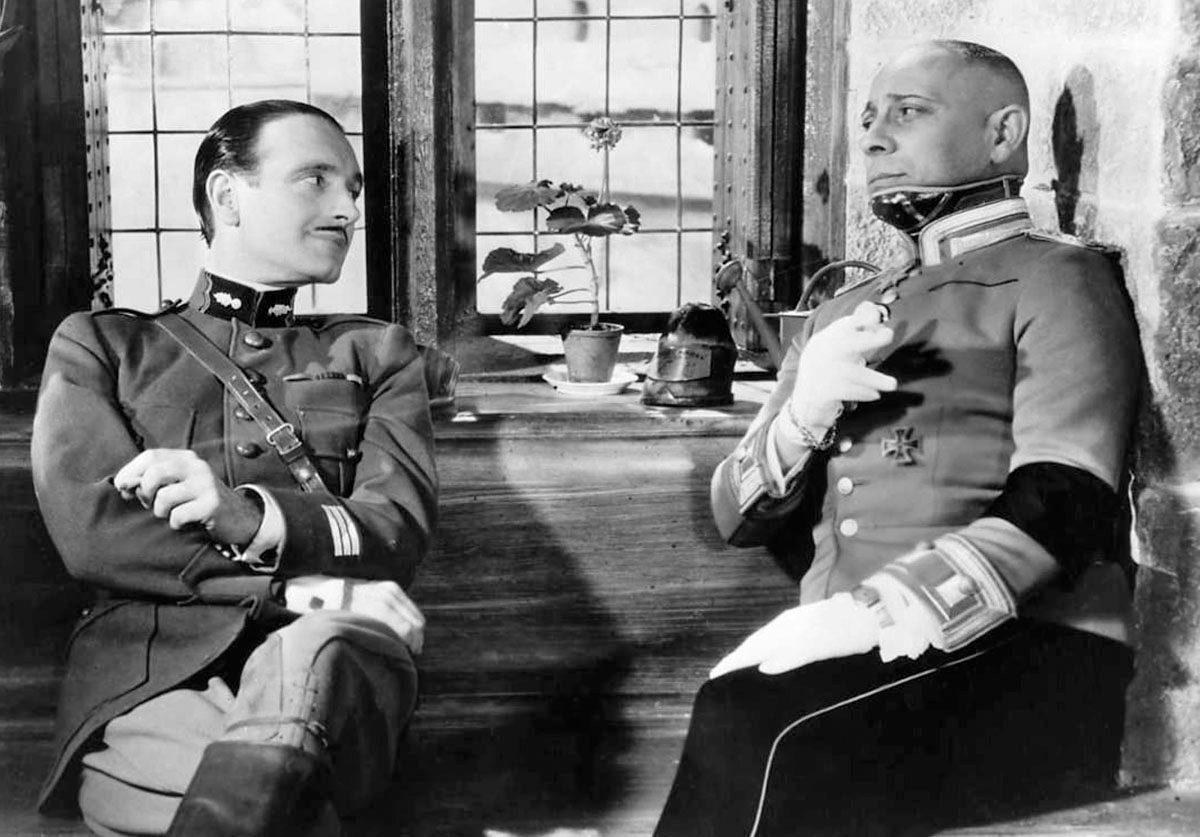
L'acteur Erich von Stroheim (à droite) a inspiré le dessin du colonel Sponsz.

Le colonel Sponsz revient après L'Affaire Tournesol. Hergé s'était inspiré pour créer le personnage de l'apparence de l'acteur Erich von Stroheim dans La Grande Illusion. Il se serait également fondé sur les traits et l'allure de son frère Paul Remi, militaire,. Hergé a hispanisé le nom du colonel en Esponja (« éponge » en espagnol), afin de souligner l'alcoolisme du colonel qui boit du whisky comme une éponge, mais également pour souligner son caractère « [réduit] au rang de matière poreuse, souple et molle [...] métaphoriquement parlant, le personnage est prêt à servir tous les régimes pourvu qu'il y trouve son compte ».
Auteur d'un ouvrage sur Bianca Castafiore, Mireille Moons voit le personnage de Peggy Alcazar comme le « contre-modèle » de la cantatrice, incarnant tout ce que Hergé déteste : « le laisser-aller vestimentaire, l'impudeur, le m'as-tu-vu et surtout la dictature domestique ». Hergé se plaisait à raconter les circonstances de la création de Peggy Alcazar : alors qu'il regarde la télé chez lui avec Fanny, il remarque une pasionaria du Ku Klux Klan, dont la vulgarité le frappe et, exceptionnellement, il la croque sur le vif. Le lendemain, il déclare à Bob de Moor : « Vous savez quoi ? Alcazar est marié ! ». Dans ses esquisses, il fait raconter l'histoire de son couple par Alcazar, un élément qu'il ne garde pas dans le récit fini : Peggy, Américaine, est la fille du marchand d'armes Basil Bazaroff (parodie de Basil Zaharoff, déjà vu dans L'Oreille cassée) et siège au conseil d'administration de la compagnie de son père, la Vicking Arms ; Alcazar la rencontre à New York, au music hall, et l'épouse, réglant ainsi ses perpétuels problèmes d'approvisionnement en armes de guerre. Pour autant, ces notes préparatoires ne donnent lieu à aucun développement dans l'album et le personnage de Peggy Alcazar « tombe comme un cheveu sur la soupe », « quelque peu incompréhensible, si pas gratuit ».
Les journalistes Jean-Loup de la Batellerie et Walter Rizotto de Paris-Flash, crées pour Les Bijoux de la Castafiore, réapparaissent également, venant les premiers à Moulinsart pour obtenir les réactions de Haddock et Tintin face aux accusations de Tapioca. Ils sont inspirés du duo emblématique de « grands reporters » de Paris Match des années 1950 et 1960, le journaliste Philippe de Baleine et le photographe Willy Rizzo, ainsi que d'un autre photographe, Walter Carone,,.
Enfin, le choix de nommer Picaros les combattants du général Alcazar est une référence directe au mot espagnol Pícaro, qui signifie « misérable », « futé », et qui a donné son nom au genre littéraire du roman picaresque, qui s'est diffusé en Espagne à partir du XVIe siècle. Ce choix traduit la volonté de l'auteur de placer son œuvre sous l'angle de la satire politique.

#### Situation politique de l'Amérique latine

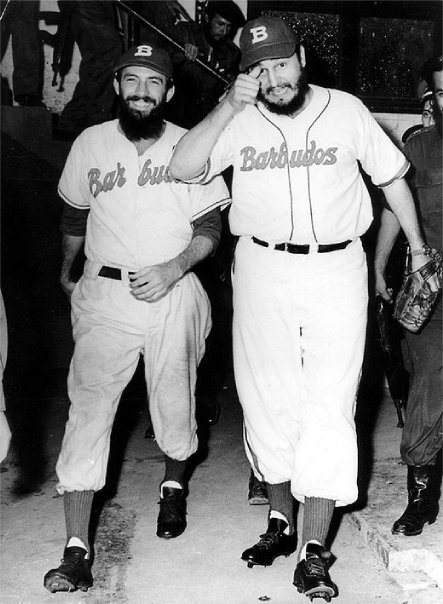
Fidel Castro et Camilo Cienfuegos avant un match de baseball vers 1959. Leurs maillots portent l'inscription « Barbudos ».

Les allusions à la situation politique internationale restent présentes.
Ainsi peut-on voir le San Theodoros tapioquiste comme un de ces nombreux pays d’Amérique du Sud qui ont été terre d’accueil pour des nazis, qui ont eu le soutien tour à tour des blocs de l’Est ou de l’Occident, et sont aussi un terrain de luttes de pouvoirs personnels.
Lors du procès en mondovision des Dupondt, le procureur général fait référence à la « noble idéologie de Plekszy-Gladz », ce dernier étant le dictateur de la Bordurie, parodie hergéienne des régimes totalitaires. Le coup d’État réussi à la fin de l’album par Alcazar n’est pas sans rappeler celui de la révolution cubaine de Fidel Castro, accompli avec un faible nombre d’hommes (les « Barbudos »). L’auteur ne fait pas de concession à l’ami de Tintin : Alcazar apparaît illettré, cupide et imbu de lui-même. Il désire en effet rebaptiser la capitale « Alcazaropolis », et il personnifie la dictature tout autant que son prédécesseur. Il est de surcroît le mari de Peggy, une matrone américaine sans grâce, autoritaire et jalouse dont il subit les caprices sans broncher. Tout cela contraste avec le personnage de Tintin, lettré, rusé et exerçant un véritable « ascendant intellectuel » sur les autres personnages, en particulier sur le général.
Le général Tapioca serait inspiré d'Alfredo Stroessner, dictateur du Paraguay depuis 1954. Alain Musset rapproche l'acte mégalomane du général Tapioca de renommer la capitale Las Dopicos en Tapiocapolis, puis Alcazaropolis par le général Alcazar, du changement de nom par le dictateur dominicain Rafael Trujillo de la capitale Saint-Domingue en Ciudad Trujillo. De même, en Union soviétique, les villes de Tsaritsyne et Saint-Pétersbourg avaient été rebaptisées Stalingrad et Leningrad, en l'honneur des deux dirigeants communistes Staline et Lénine. Quant aux uniformes des soldats de Tapioca comme des révolutionnaires, ils sont en grande partie tirés du grand reportage de Jean Lartéguy à propos du Che, intitulé Les Guérilleros et publié en 1967, qui regorge de photographies.
Les uniformes de l'armée tapioquiste sont en partie repris de ceux de l'armée chilienne sous la dictature de Pinochet.

#### Cultures et architecture

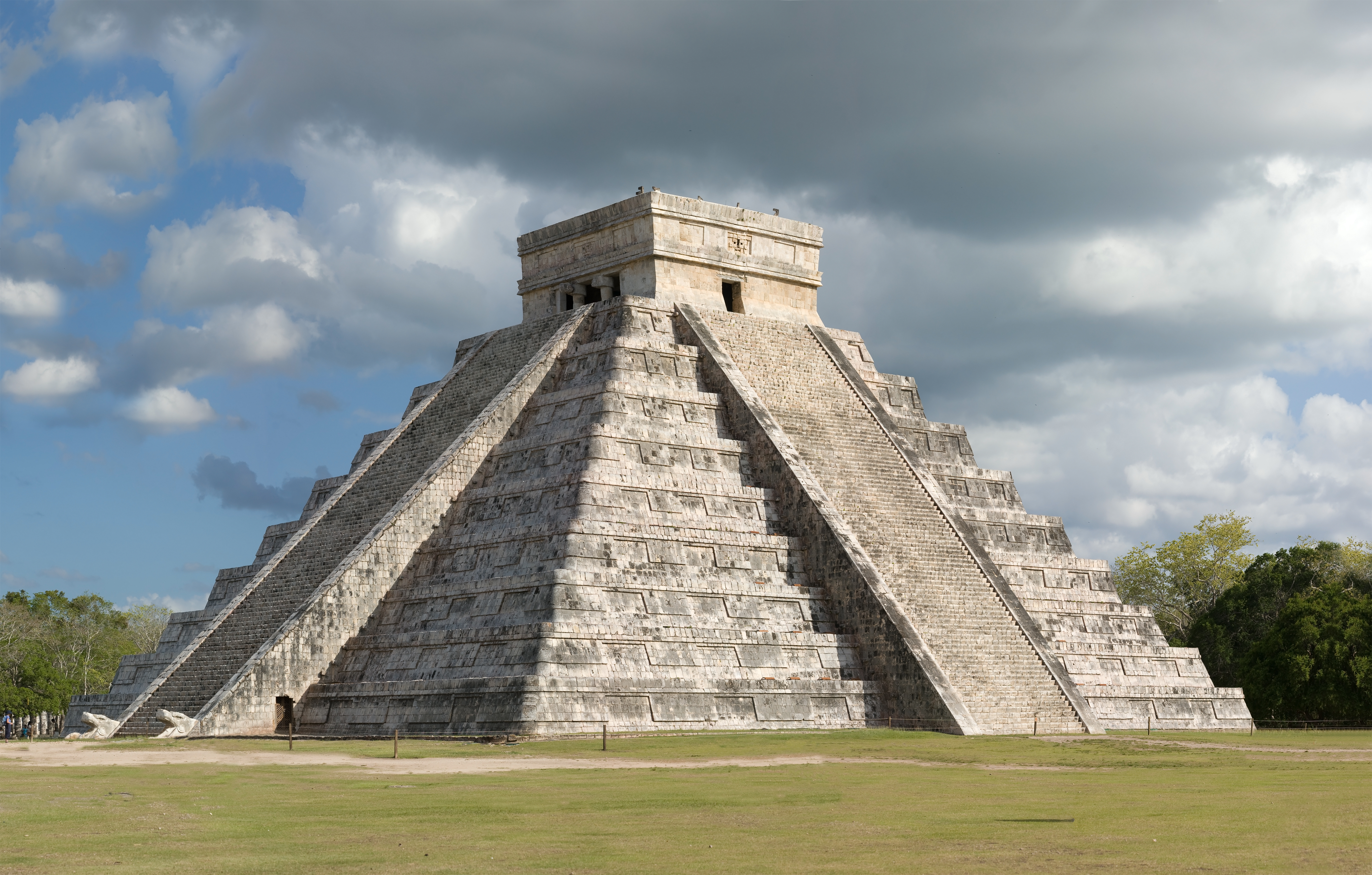
La pyramide de Kukulcán, nommée El Castillo par les conquistadors, sur le site de Chichén Itzá, sert d'inspiration pour la « pyramide paztèque de Trenxcoatl ».

Comme L'Oreille cassée, Tintin et les Picaros est un exemple de « merveilleux géographique », mettant en scène une géographie imaginaire exotique et nourrie de références diverses. À l'instar de la représentation du San Theodoros dans le premier album, Hergé assemble différentes inspirations contradictoires de pays d'Amérique latine, et même d'Amérique centrale, pour la culture, l'habitat, les peuples, et le paysage, en plus de la situation politique.

« Hergé était coutumier du fait : il prenait des éléments disparates et tentait d'en faire quelque chose qui avait l'air crédible. La précision, qu'elle soit culturelle, géographique ou temporelle ne l'intéressait pas. »

— Philippe Goddin, 2017.

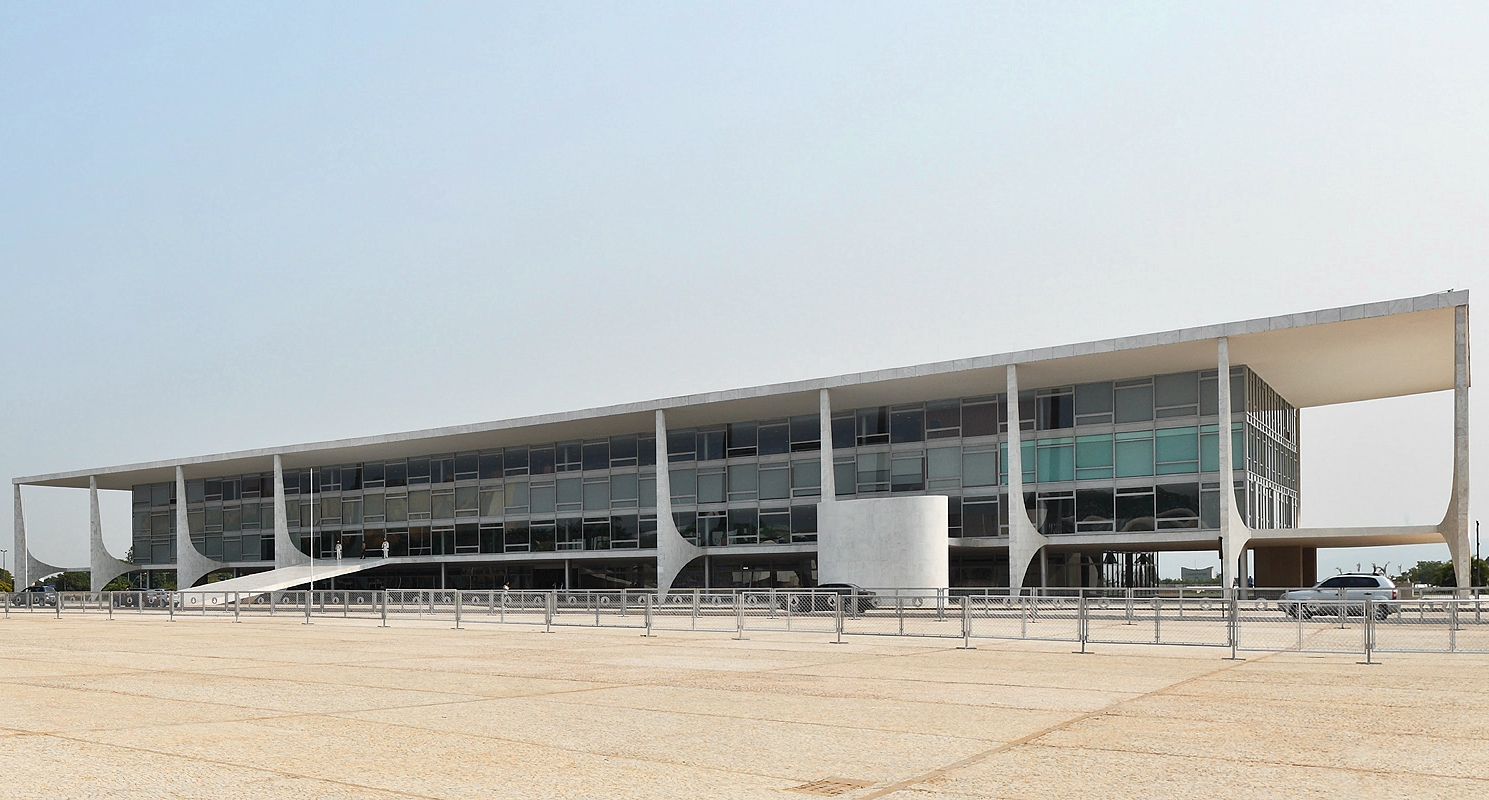
Le palais du Planalto est fidèlement reproduit dans l'une des vues de Tapiocapolis, la capitale santhéodorienne.

Le centre-ville à l'architecture moderne de la capitale santhéodorienne est inspiré de Brasilia, la nouvelle capitale du Brésil depuis 1960, construite à partir de rien par Oscar Niemeyer et Lúcio Costa,,,, ainsi que par Belo Horizonte, autre ville brésilienne sur laquelle a travaillé Niemeyer. Le palais présidentiel du Planalto, à Brasilia, est explicitement reproduit. Hergé y place à côté une immense œuvre d'art, inspirée d'une réalisation du sculpteur Marcel Arnould. Le palais présidentiel du San Theodoros reprend la façade du palais du gouvernement du Pérou, à Lima,.

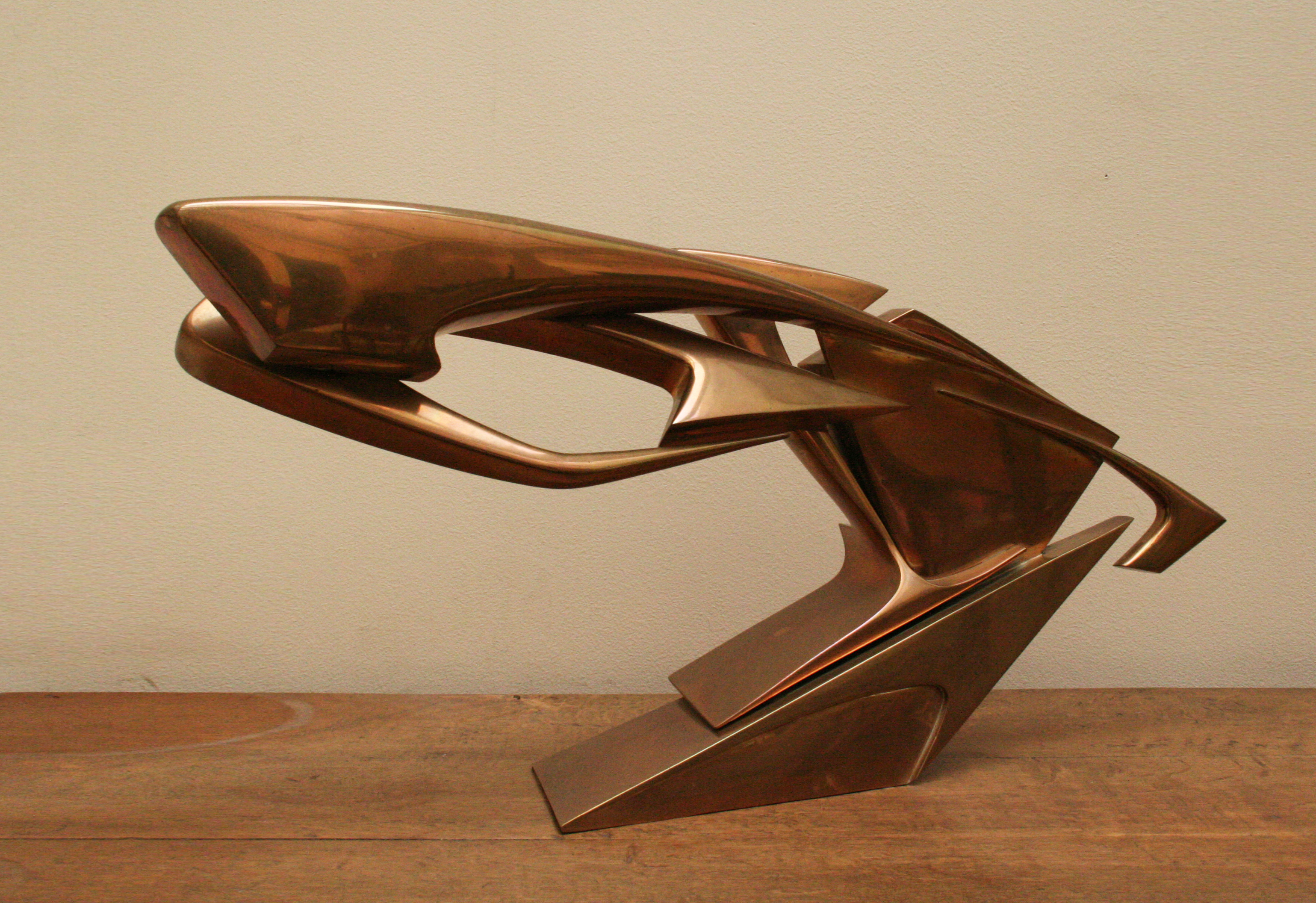
Témoin de la passion d'Hergé pour l'art contemporain, une sculpture monumentale dans le centre-ville moderne de Tapiocapolis s'inspire des œuvres de Marcel Arnould.

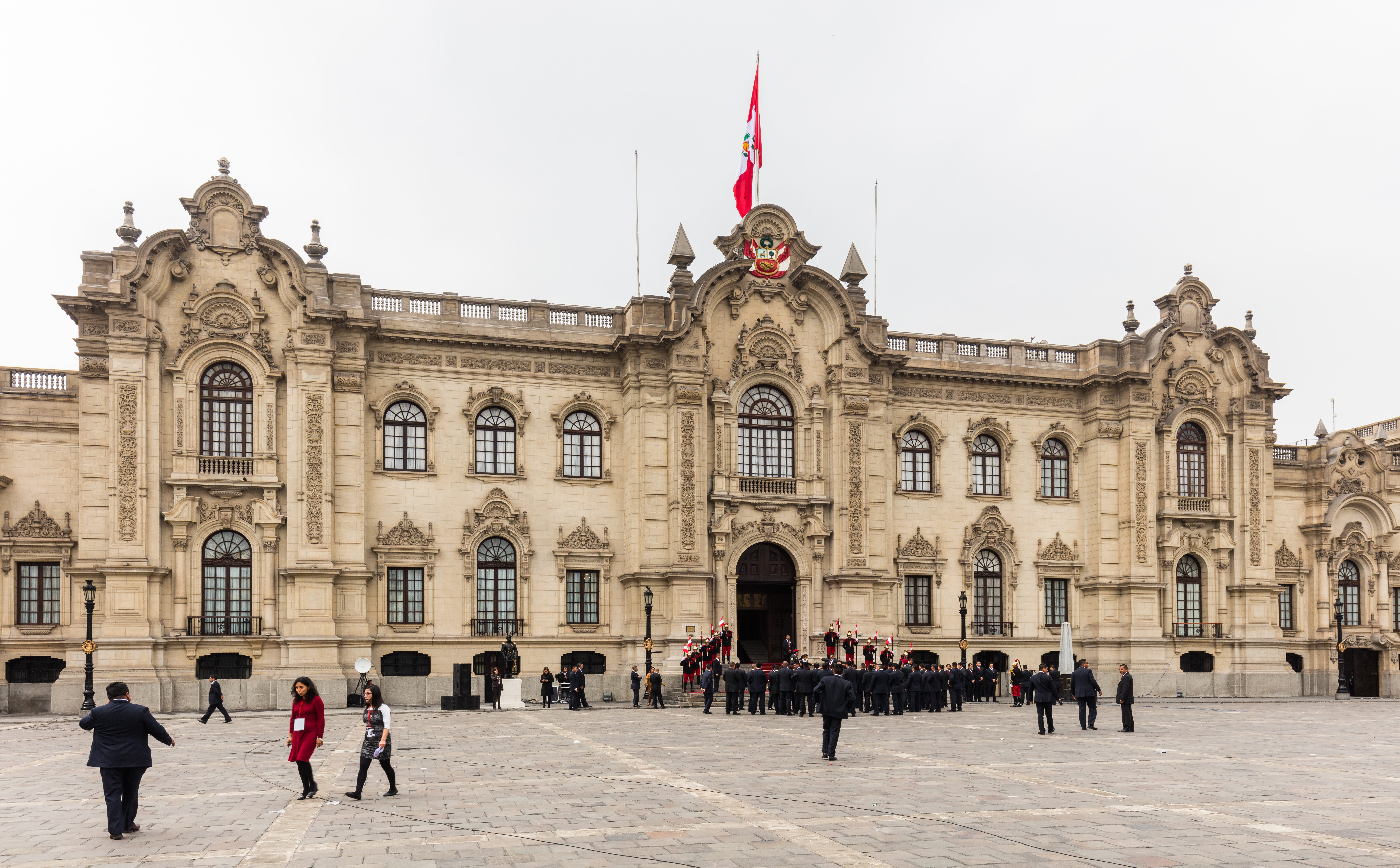
Le palais du gouvernement du Pérou sert de modèle au palais présidentiel du San Theodoros.

La « pyramide paztèque de Trenxcoatl » reprend l'aspect de la pyramide de Kukulcán, monument emblématique de la civilisation maya itzá, sur le site de Chichén Itzá (Yucatán, Mexique). Toutefois, elle ne présente qu'une simple rangée d'escaliers au lieu d'une double. Cependant, le terme « paztèque » parodie le nom de la civilisation des Aztèques (mêlé avec le terme « pastèque ») et celui de « Trenxcoatl » (faisant jeu de mots avec trench-coat) reprend le suffixe « -cóatl », signifiant serpent en nahuatl, langue de la famille uto-aztèque[réf. nécessaire].
Les Arumbayas, croisés dans L'Oreille cassée, réapparaissent lors du périple dans la jungle. Abonné à National Geographic depuis les années 1940, Hergé s'appuie notamment sur des photographies publiées par le mensuel de huttes indiennes au Venezuela pour dessiner l'habitat des Arumbayas, et d'autres de femmes indiennes préparant le repas dans un grand chaudron. Comme dans leur précédente apparition, le langage arumbaya reprend des expressions du dialecte bruxellois, appelé marollien ou brusseleer, que Hergé s'est entre-temps amusé à placer dans la langue syldave,. Par exemple, le stoumpô cuisiné par les Arumbayas tire son nom du stoemp, un plat de Bruxelles. Frédéric Soumois remarque que dans cette seconde apparition, l'arumbaya « s'est simplifié légèrement, « déparasité » des lettres fantaisistes d'autrefois, pour devenir une transcription à peine déformée du bruxellois ». Dans cet album, le dessinateur dénonce l'alcoolisme ravageant les peuples autochtones en montrant les Arumbayas devenus ivrognes, victimes collatérales des largages aériens de Loch Lomond par le régime tapioquiste,. Il avait été choqué par son séjour en 1971 au sein d'une tribu d'Oglalas dans la réserve indienne de Pine Ridge, un peuple qu'il imaginait libre et fier et qu'il avait découvert misérable, déshonoré et décimé par l'alcool.
Si le carnaval de Tapiocalis évoque celui de Rio, c'est surtout le carnaval de Nice qui inspire Hergé, « en particulier, la grosse tête du Roi vient de là, du moins dans son principe » explique-t-il,. Le groupe folklorique européen fictif des Joyeux Turlurons mêle diverses sources, les archives d'Hergé réunissant dans un dossier intitulé « Cortèges / Carnaval » des documents sur des groupes traditionnels belges de carnaval : les « Gilles » de Binche, les « Blancs Moussis » de Stavelot et les « Chinels » de Fosses-la-Ville. En entretien, Hergé liste aussi, outre les « Blancs Moussis », les « Gais Lurons » de Welkenraedt et les « Noirauds » du Conservatoire africain. Le chapeau de plumes des Joyeux Turlurons rappelle ceux des « Gilles », leurs masques ceux des « Blancs Moussis » avec leur long nez en forme de carotte, et leurs habits semblent tirés de ceux des « Chinels », à la découpe similaire et aux couleurs vives.

Modèles de groupes de carnaval pour les Joyeux Turlurons.
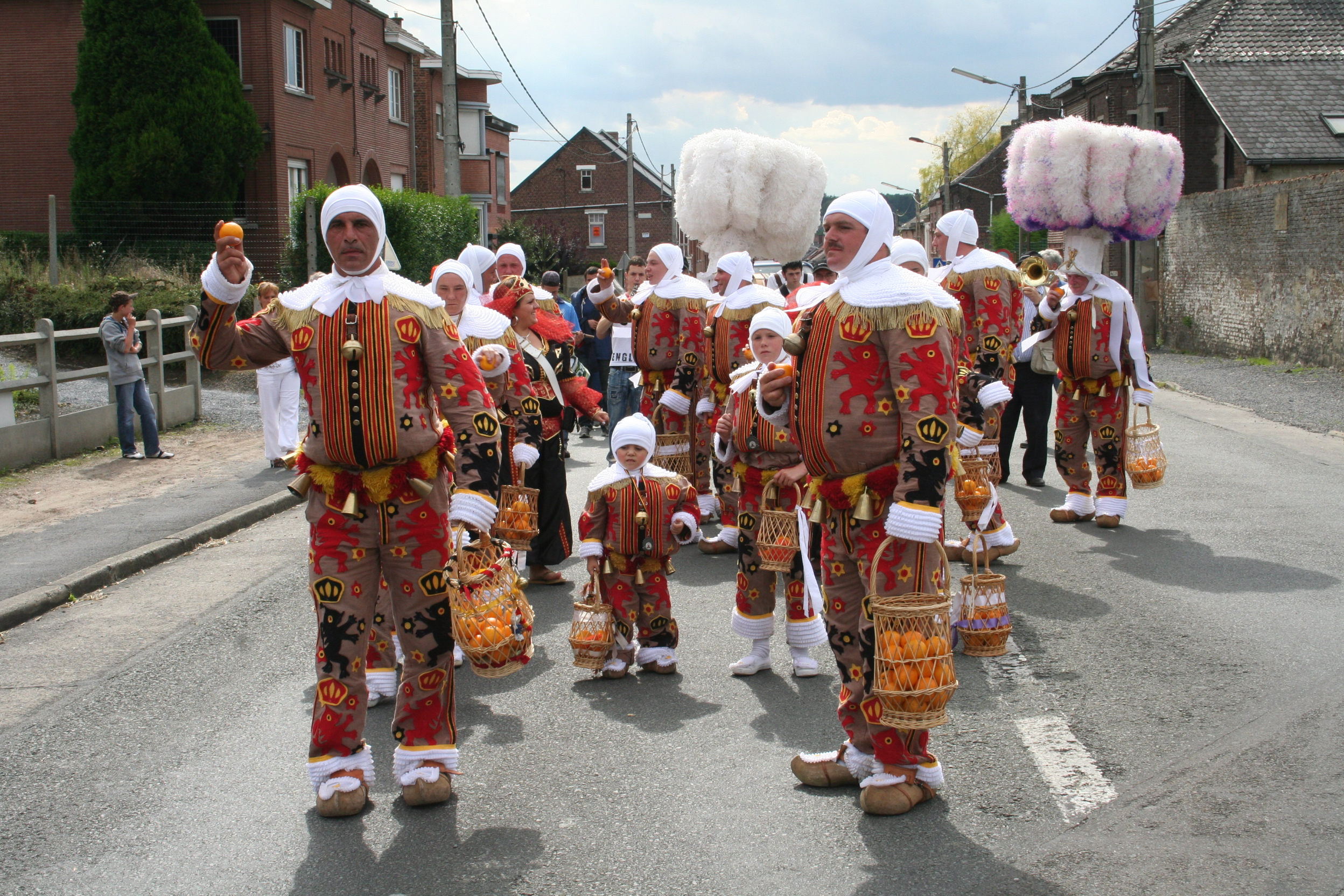
Une troupe de « Gilles » de Binche.
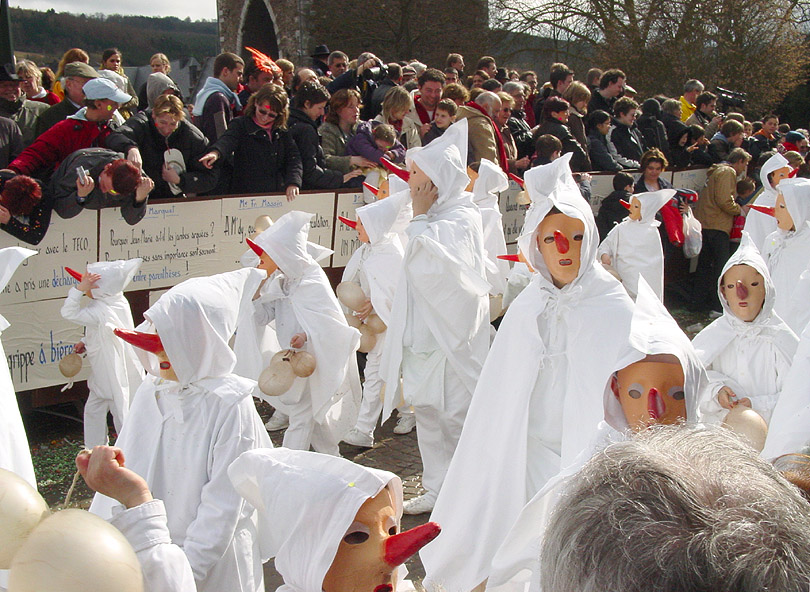
Une procession de « Blancs Moussis » de Stavelot.
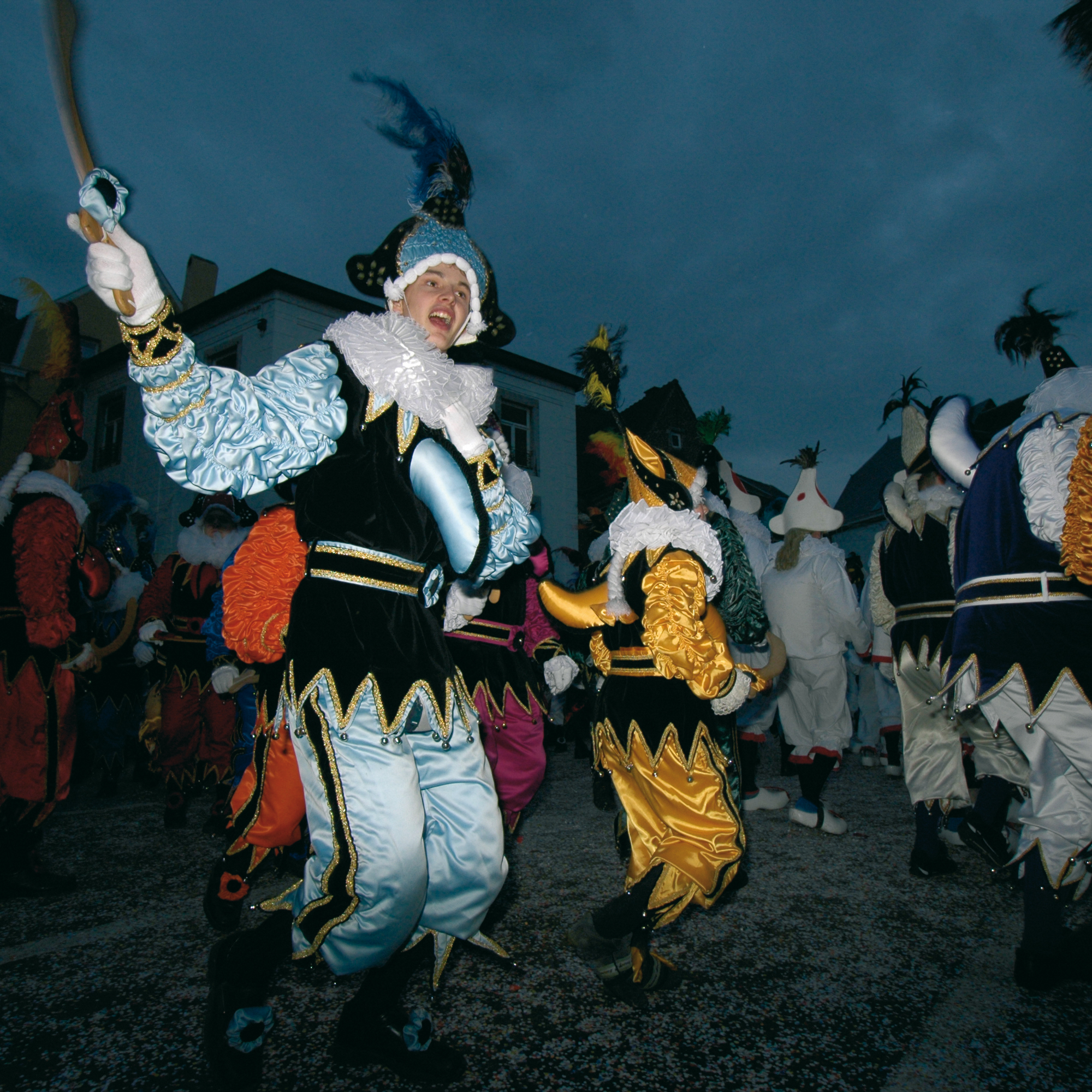
Des « Chinels » de Fosses-la-Ville.
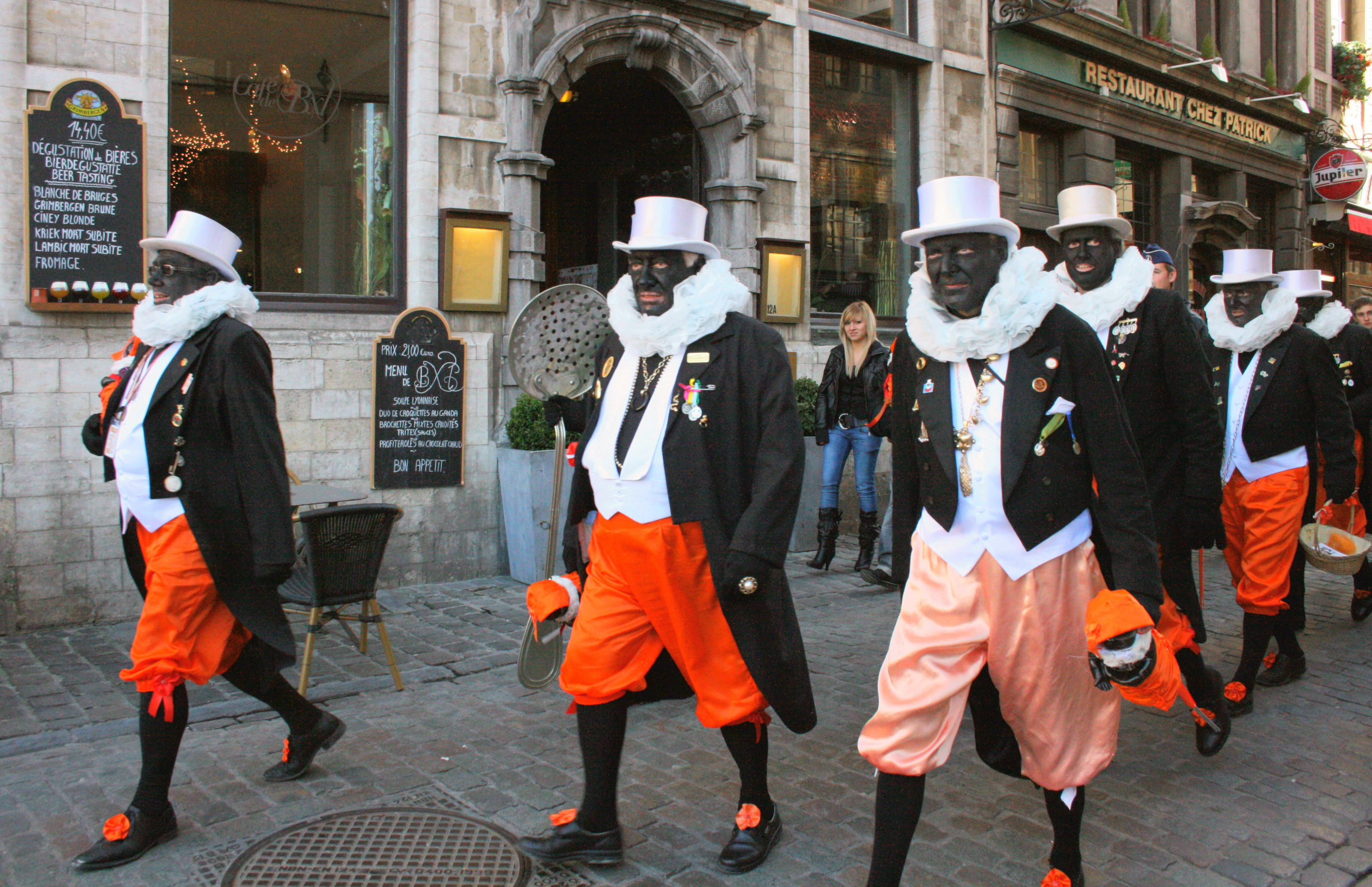
Un défilé de « Noirauds » du Conservatoire africain.

#### Décorations et véhicules
Hergé réunit également de la documentation pour les accessoires et décorations, effectués par ses collaborateurs des Studios Hergé. Le mobilier moderne est tiré du catalogue Roche Bobois et de la revue Maisons françaises,. L'intérieur de la résidence surveillée comporte notamment quatre fauteuils Amanta du designer italien Mario Bellini, une table « Tulipe » Knoll de Eero Saarinen, designer américain d'origine finlandaise, et un banc Knoll de l'artiste américain Harry Bertoia,. Le portemanteau « perroquet » date du XIXe siècle, créé par l'ébéniste allemand-autrichien Michael Thonet, un des pères du mobilier moderne,. Hergé reproduit aux murs des tableaux inspirés de l'œuvre du peintre russe Serge Poliakoff,, dont il possède plusieurs toiles. Un autre tableau rappelle le travail de Frank Stella, artiste américain également collectionné par Hergé. Les Studios Hergé ont aussi l'habitude de reproduire des meubles qu'ils ont sous la main, présents dans leurs bureaux.

Véhicules reproduits par les collaborateurs des Studios Hergé.
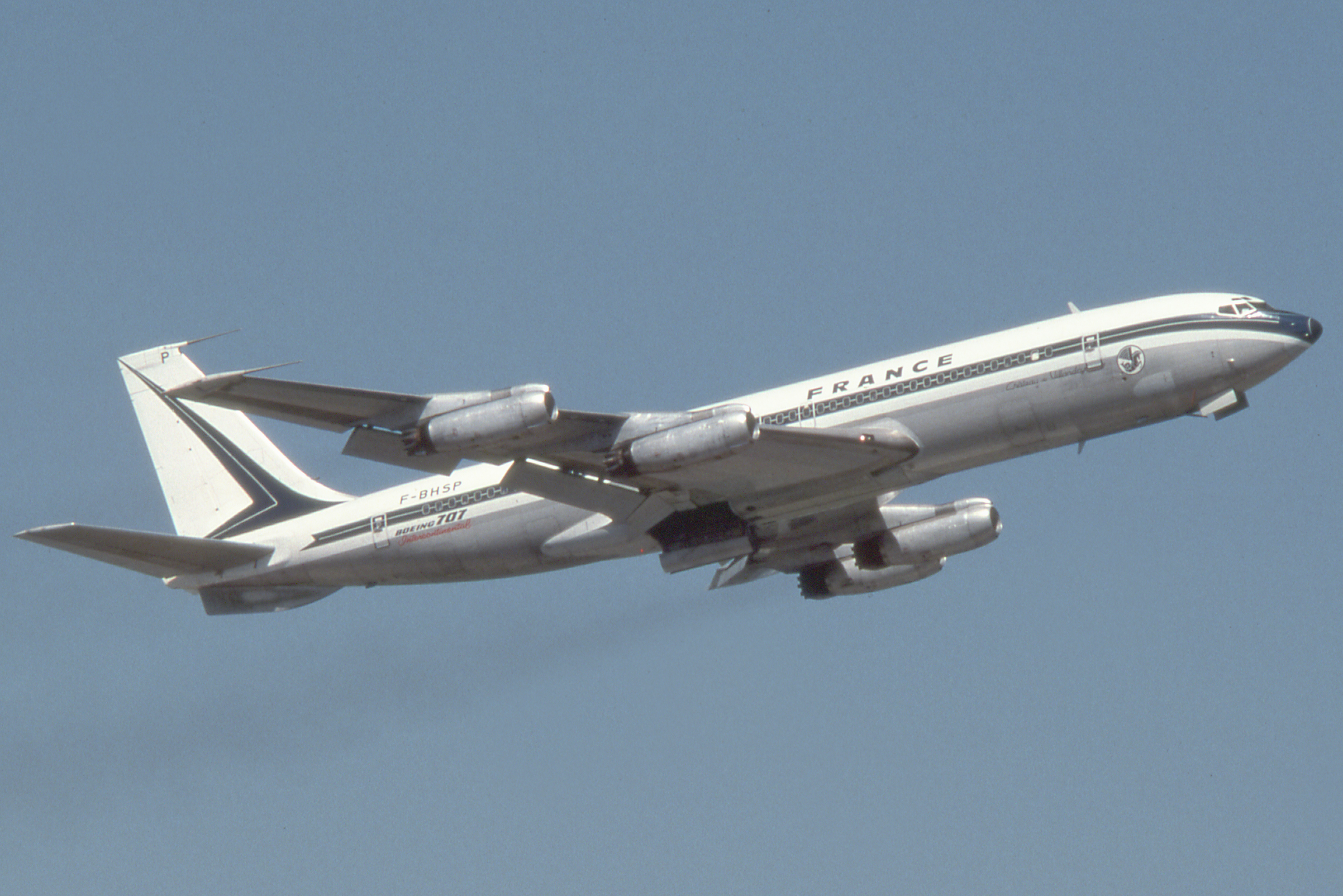
Haddock et Tournesol arrivent au San Theodoros avec un Boeing 707 de la compagnie Santaero.
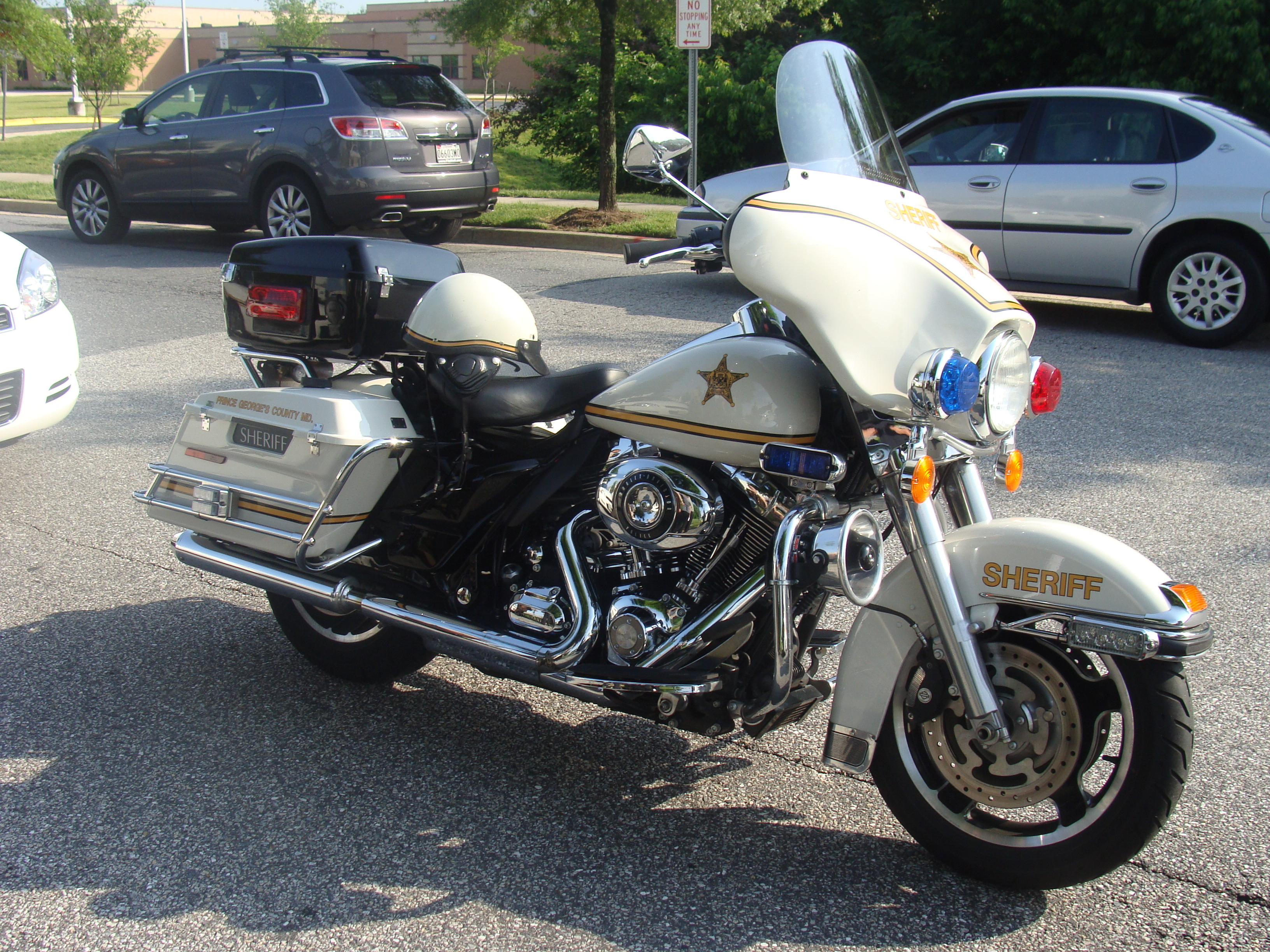
Une Harley-Davidson Electra Glide, moto de la police santhéodorienne.
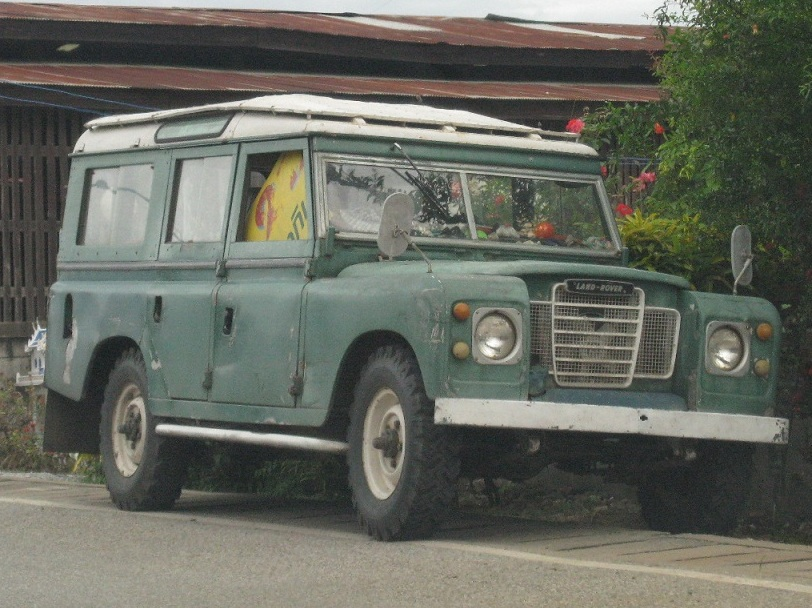
L'escorte mène les protagonistes à la pyramide paztèque en Land Rover 109 SW série III.
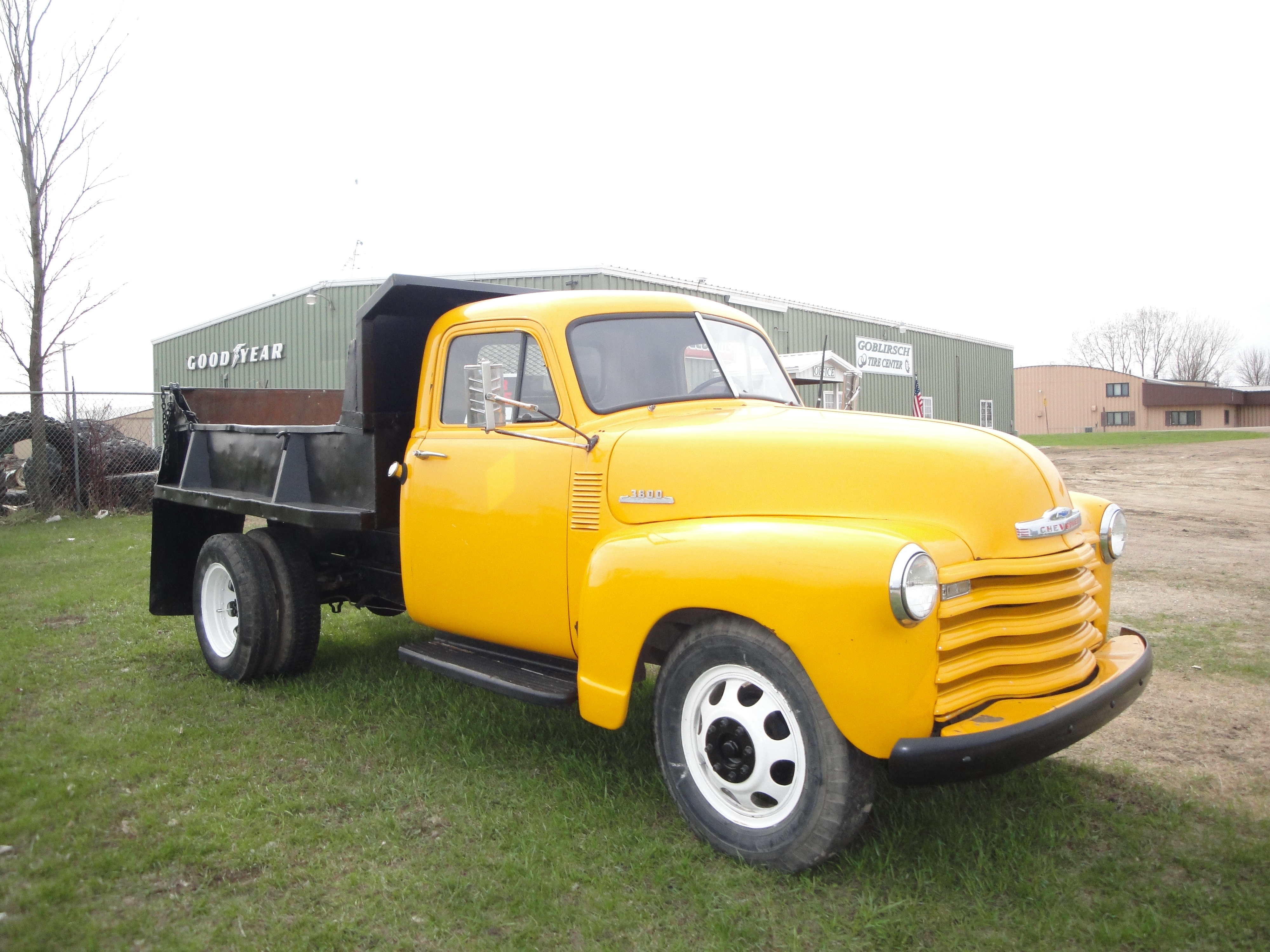
Alcazar les récupère avec un camion Chevrolet 3800 de 1951.
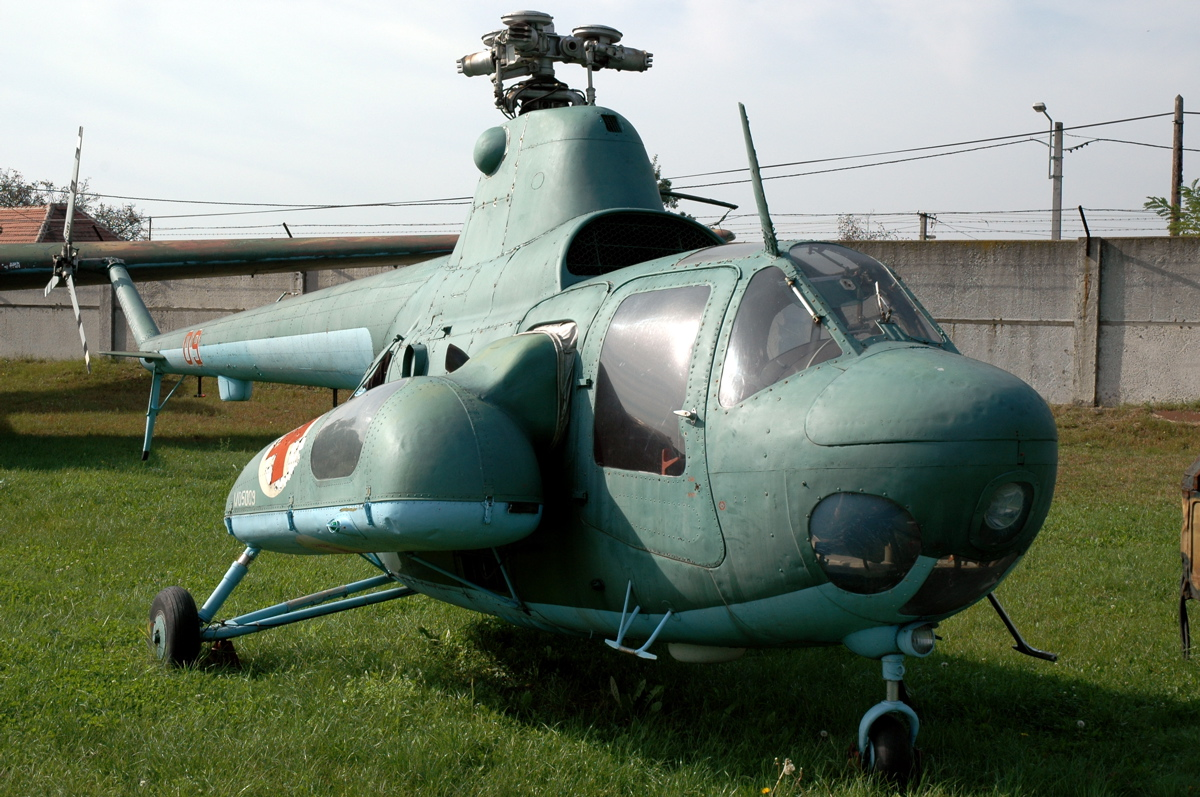
Un hélicoptère Mil Mi-1 survole la jungle pour traquer les héros.
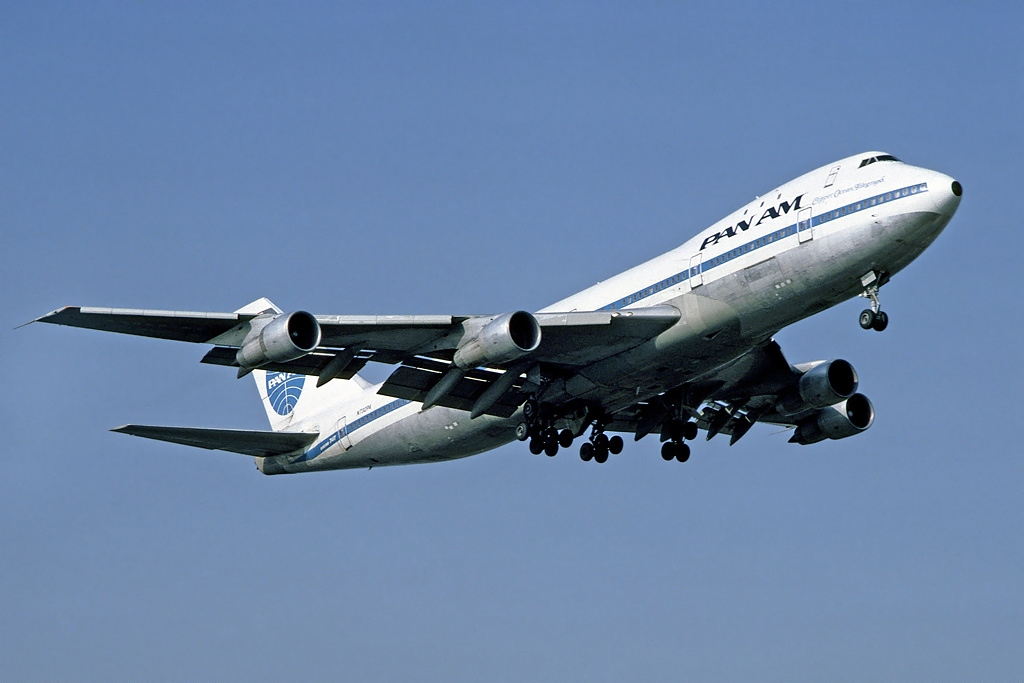
Tintin, Haddock et Tournesol repartent à bord d'un Boeing 747 de Santaero

De même, les véhicules représentés dans l'album sont des copies plus ou moins fidèles de modèles réels. Tintin se déplace désormais en cyclomoteur Honda CD50 de 1972,. L'arrivée au San Theodoros se fait à bord d'un Boeing 707 de la compagnie aérienne fictive Santaero et le retour dans un Boeing 747 de la même compagnie,. La police santheodorienne utilise des motos Harley-Davidson Electra Glide. La limousine du général Tapioca qui transporte le capitaine Haddock à travers les rues de la capitale est une synthèse entre une Mercedes-Benz 600 et une ZIL 114 ; elle est en quelque sorte le « croisement entre une voiture d'apparat capitaliste et une soviétique, fille des totalitarismes européens avec sa calandre [à moustache] héritée de Pleksy-Gladz », selon l'expression de Charles-Henri de Choiseul Praslin, qui a consacré un ouvrage aux voitures représentées dans les Aventures de Tintin. Plus loin dans l'album, Tintin et ses compagnons sont conduits en excursion à bord d'un Land Rover 109 SW série III, un véhicule tout terrain,,. Alcazar vient récupérer les héros avec un camion Chevrolet 3800 de 1951. Lors de leur marche dans la jungle, ils manquent de se faire surprendre par un hélicoptère soviétique Mil Mi-1 de l'armée régulière. Les Joyeux Turlurons voyagent dans un autocar Jonckheere DAF SB 1602 de 1974,.

### Apparitions et clins d'œil

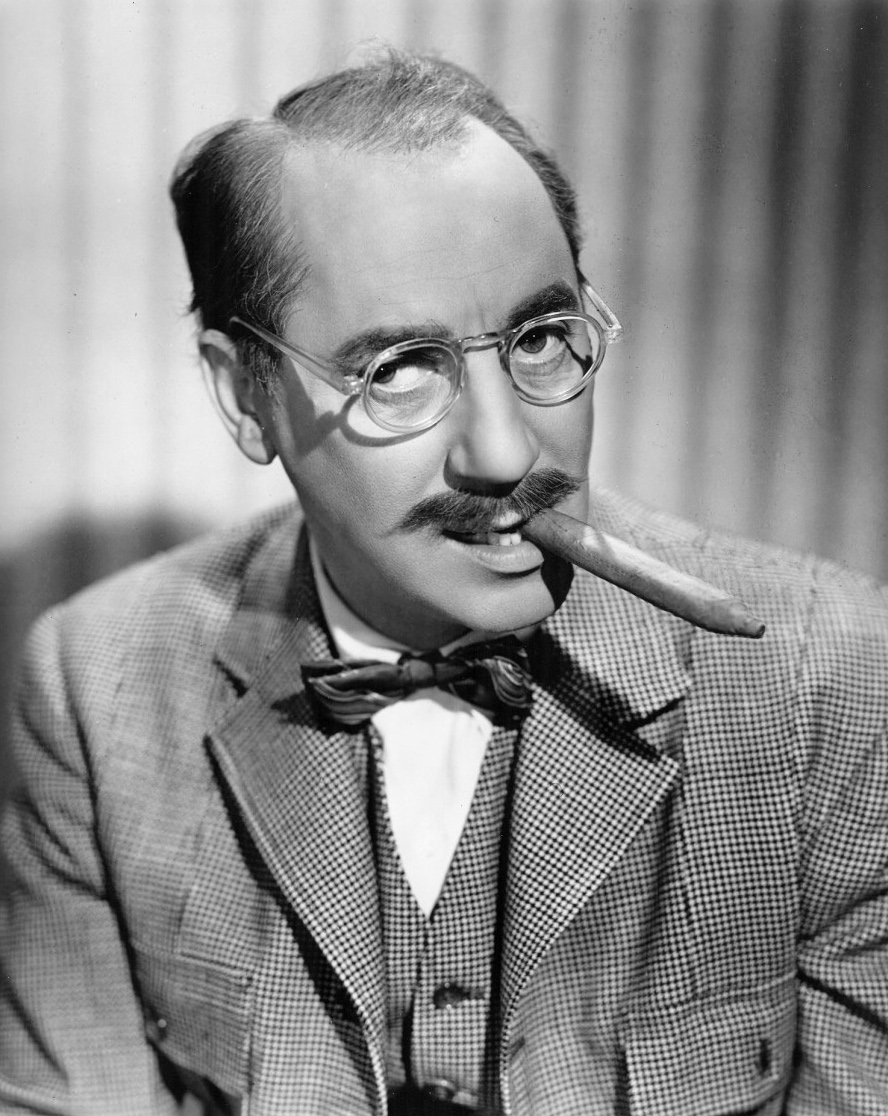
Un décor de carnaval rend hommage à Groucho Marx.

Le carnaval de Tapiocapolis est l'occasion pour Hergé de faire apparaître de nombreuses références à d'autres œuvres. Des personnes sont déguisées en Astérix, Zorro, Snoopy, Donald Duck, Mickey Mouse ou l'un des Trois Petits Cochons,. Des personnages créés par Bob de Moor, assistant d'Hergé, apparaissent : le groupe musical sud-américain Les Coconuts de Barelli et les Agents secrets, de sa série Barelli, ainsi que Balthazar figuré en ballon,. Sur le char utilisé pour sauver les Dupondt, un mannequin ressemble à Groucho Marx. En renvoi d'hommage à cette apparition d'Astérix, Goscinny et Uderzo font apparaître les Dupondt l’année suivante dans Astérix chez les Belges.
Une rue de la capitale santhéodorienne se nomme « calle 22 de Mayo », soit rue du 22 mai : il s'agit du jour de naissance d'Hergé,.
Frédéric Soumois et Jean-Marie Apostolidès interprètent également comme des références aux précédents albums les costumes stéréotypés de cow-boys, d'Écossais, de Noirs, de Chinois, d'Indiens, ainsi qu'une tête de vache rappelant celle qui finit sur la tête du capitaine Haddock dans Les Sept Boules de cristal, et un perroquet, animal fréquemment apparu dans les Aventures,.

### Renvois aux autres albums de la série
Dans chacun de ses albums, Hergé convoque des personnages apparus dans les aventures précédentes afin de donner à son œuvre une « apparence massive, compacte et cohérente », selon le mot de Pierre Assouline. Ainsi, en dehors des principaux personnages de la série, le lecteur retrouve plusieurs personnages secondaires dans cette nouvelle aventure. C'est le cas du général Alcazar, apparu dans L'Oreille cassée, lors du premier voyage de Tintin au San Theodoros et que ce dernier avait de nouveau rencontré en Europe dans Les Sept Boules de cristal et Coke en stock. Autre personnage récurrent, la cantatrice Bianca Castafiore effectue là sa sixième apparition physique, bien qu'elle soit citée ou entendue à la radio dans d'autres aventures. Un article de presse indique qu'elle a « séjourné récemment au château de Moulinsart », liant directement Tintin et les Picaros aux Bijoux de la Castafiore. Certains personnages connaissent leur deuxième apparition dans Tintin et les Picaros. C'est le cas du colonel Sponsz, chef de la police secrète bordure dans L'Affaire Tournesol, de l'explorateur Ridgewell et de la tribu des Arumbayas, rencontrés dans L'Oreille cassée, ou encore de Pablo, chargé dans la même aventure d'éliminer Tintin avant de l'aider à s'évader de prison. En plus de Jean-Loup de la Batellerie et Walter Rizotto, réapparaît discrètement dans la foule de journalistes le paparazzi Gino de Tempo di Roma, auteur d'une photographie volée dans Les Bijoux de la Castafiore,. Selon Philippe Goddin, le journaliste de La Dépêche serait le même que dans Le Trésor de Rackham le Rouge, Jules Rouget, devenu plus costaud. Ces nombreux retours permettent de voir cet album comme « une aventure-bilan », selon l'essayiste Jean-Marie Apostolidès, au même titre que Coke en stock quelques années plus tôt.
Plus encore, il considère que, dans les Picaros, « il n'y a presque aucune image, aucune phrase, qui ne renvoie à autre chose, qui ne constitue un rappel ou une réponse à un épisode précédent ». Ainsi, plusieurs éléments du scénario font référence à d'autres aventures. C'est notamment la cinquième fois qu'Hergé aborde le thème de l'amnésie dans ses albums, lorsque le capitaine perd momentanément la mémoire après avoir reçu une bouteille de verre dans la nuque. Cette courte période d'amnésie est l'occasion pour Hergé de reproduire presque à l'identique une vignette dessinée pour une aventure précédente : dans Tintin et les Picaros, le capitaine Haddock se sert de la bouteille en verre comme d'une longue-vue, de la même manière que son ancêtre le chevalier de Hadoque suivait l'approche du navire du pirate Rackham le Rouge dans Le Secret de La Licorne.
De son côté, le professeur Tournesol exerce ses talents de pharmacologue pour la deuxième fois dans la série, après l'invention du remède contre le N.14, le produit qui faisait pousser les cheveux des Dupondt dans Tintin au pays de l'or noir et On a marché sur la Lune. Cette fois, il met au point les cachets de « stopalcool », qui empêchent ceux qui en ont pris de boire de l'alcool sans ressentir un goût insupportable et évoquent les effets du disulfirame, une substance qui provoque, elle aussi, une réaction dissuasive contre la prise d'alcool,,.
De même, le bref échange comique en avion entre Haddock et Tournesol — « Attachez votre ceinture, professeur ! Votre ceinture ! » / « De la peinture ?… Où ça ? » — est récupéré des gags coupés lors de l'élaboration de Vol 714 pour Sydney.

## Analyse

### Place de l'album dans la série

#### Un«album de trop»

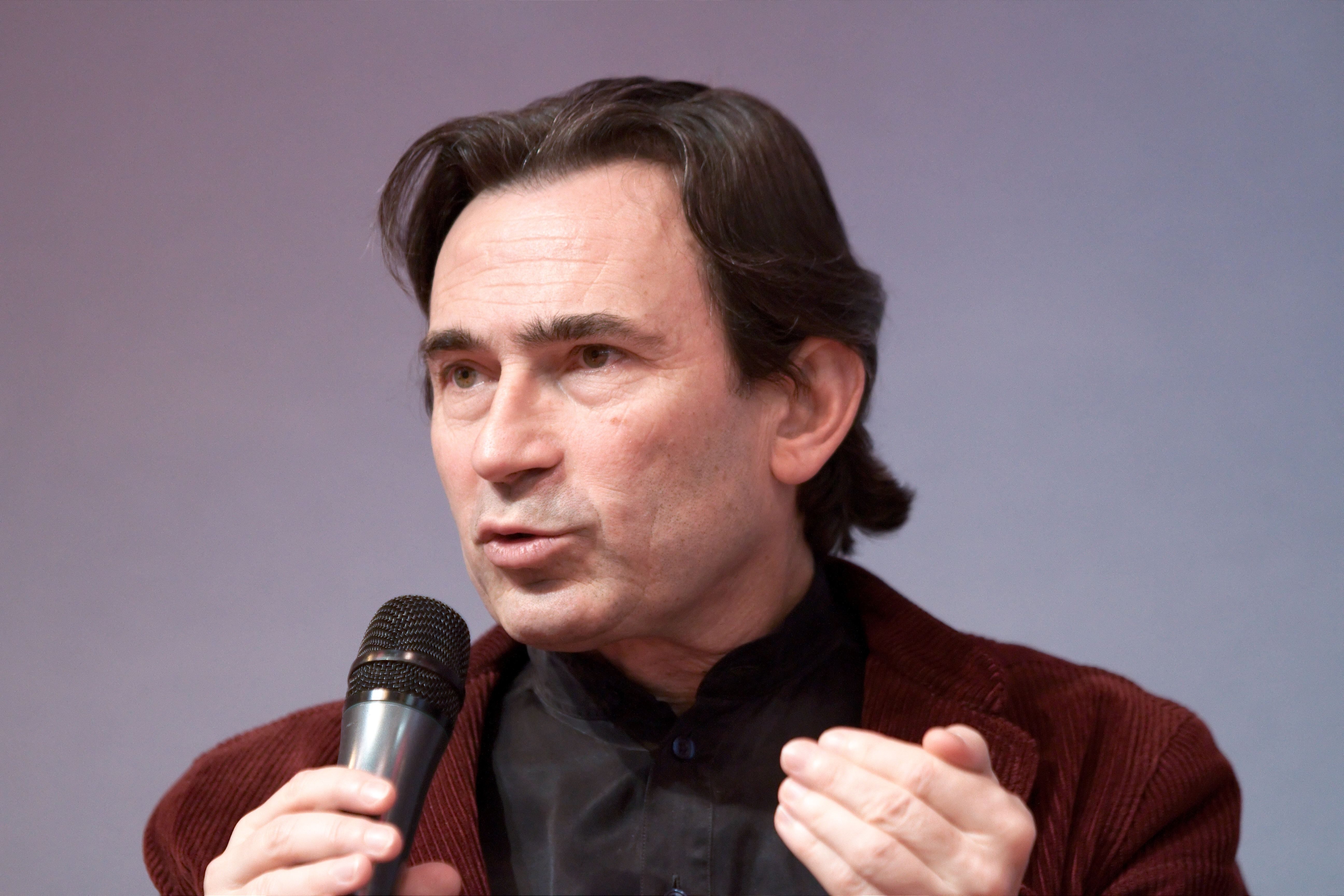
Benoît Peeters se montre critique à l'égard de cet album.

Pour de nombreux critiques, Tintin et les Picaros témoigne d'un essoufflement de l'œuvre d'Hergé, comme Benoît Peeters qui affirme que cet album « n'ajoute rien à sa gloire, ni à son génie ». Il juge « laborieuse » l'entrée dans le récit par la conférence de presse du général Tapioca et regrette le manque de renouvellement de l'auteur sur le plan comique, qu'il qualifie de « mécanique ». L'introduction est particulièrement lente, avec le long exposé de la situation puis l'arrivée tardive de l'aventure, alors que Tintin est d'habitude très rapidement immergé, et de façon inattendue, dans l'action (par exemple, avec les poubelles du Crabe aux pinces d'or ou l'orage dès le début de L'Affaire Tournesol). De même, Peeters déplore que les personnages ne sonnent pas juste, à l'image de Peggy Alcazar, qu'il considère comme un « mauvais doublon de la Castafiore, une caricature misogyne et redondante ». Enfin, il analyse qu'après Les Bijoux de la Castafiore, Hergé s'est détaché de Tintin, qui jusqu'alors « incarnait une forme de surmoi » dont il s'est peu à peu libéré. Le héros évolue désormais sans lien profond avec son créateur.
Pierre Assouline émet un jugement similaire et considère que, comme l'aventure précédente Vol 714 pour Sydney, Tintin et les Picaros est « un album de trop ». Selon lui, le charme n'opère plus : « Le scénario paraît relâché, la trame insuffisante, le point de vue sans enjeu, les personnages aussi peu attachants que des marionnettes se parodiant, les caractères sans épaisseur, les gags poussifs, l'intrigue sans relief, l'intérêt épisodique, le dessin trop appliqué, le graphisme parfois maladroit, les procédés trop évidents, les couleurs insupportablement criardes à la demande d'Hergé lui-même... ». Thierry Groensteen, historien de la bande dessinée, se montre lui aussi véhément, en assurant que Tintin et les Picaros et son prédécesseur « témoignent d'une certaine déliquescence dans tous les compartiments de la création ». Pour le critique d'art et ami d'Hergé, Pierre Sterckx, l'album multiplie « les gags pesants, les caricatures insupportables et les incidents fatals ». Le philosophe Rémi Brague déplore lui aussi les faiblesses du récit : « On ne sait pas pourquoi Tintin, d'abord réticent, a finalement décidé de rejoindre le capitaine et le professeur Tournesol. On ignore pourquoi Pablo, épargné par Tintin [dans L'Oreille cassée] et qui l'avait sauvé […] le trahit cette fois. » S'il reconnaît que le rythme s'accélère vers la fin de l'album, Rémi Brague juge les épisodes centraux comme « un ventre mou dans lequel il ne se passe rien ».

#### La dernière ou l'avant-dernière aventure?

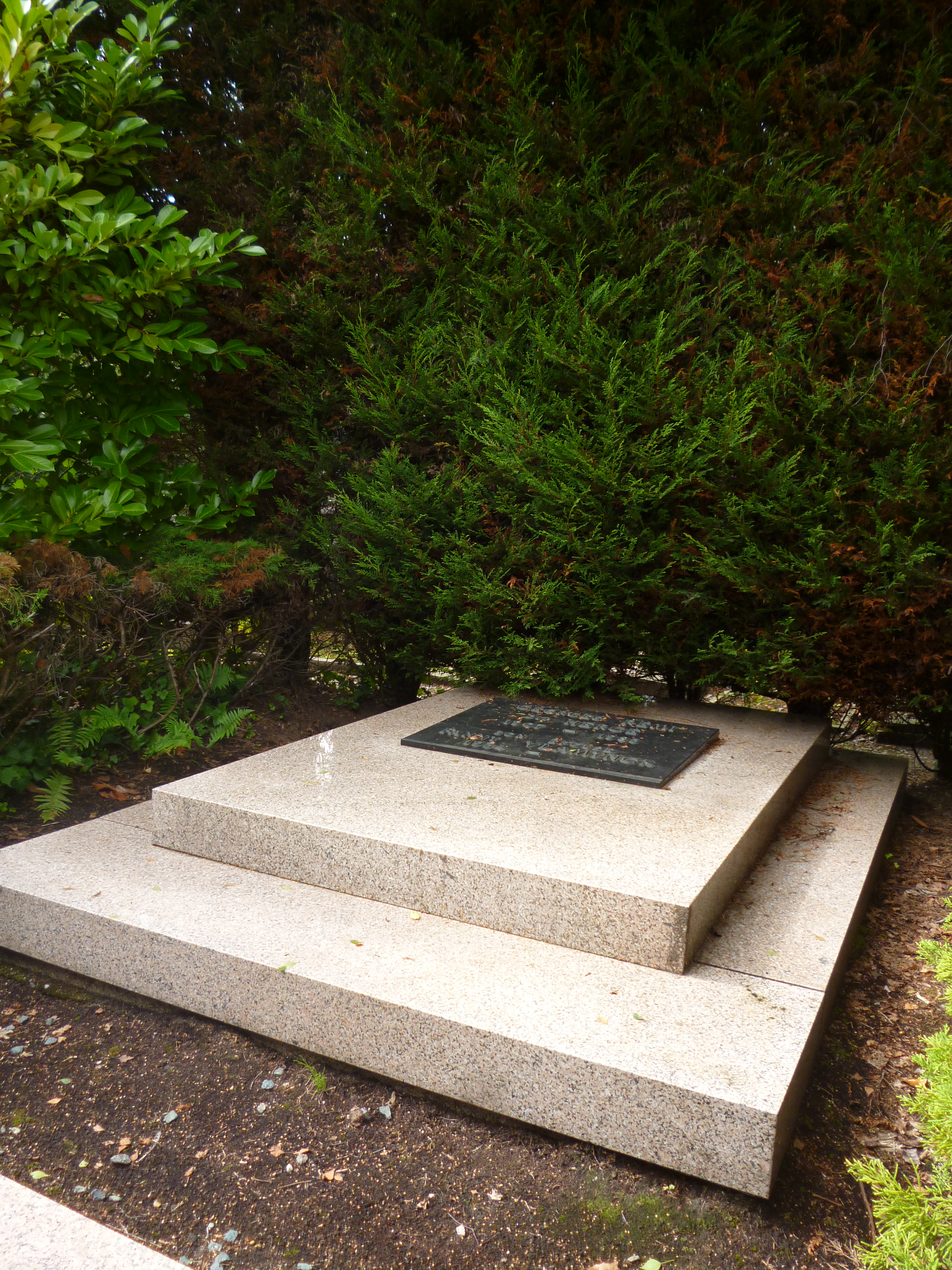
La tombe d'Hergé au cimetière du Dieweg, à Uccle.

Tintin et les Picaros demeure l'ultime album d'Hergé, l'aventure suivante Tintin et l'Alph-Art n'étant qu'en projet à la mort du dessinateur en 1983. Néanmoins, cette aventure paraît en 1986 sous la forme d'un album d'esquisses, ce qui confère à Tintin et les Picaros une place dans la série que Ludwig Schuurman qualifie de « délicate » et « inconfortable ». Depuis 1986, Tintin et les Picaros est coincé avant un album posthume inachevé et après un album déroutant, Vol 714 pour Sydney, dont les protagonistes ne se souviennent pas. Hergé lui-même n'avait pas conçu l'album comme une conclusion mais comme une aventure supplémentaire, avant d'autres.
Le retour de nombreux personnages dans Tintin et les Picaros peut donner l'impression d'une conclusion, par exemple à Numa Sadoul qui trouve que l'album sonne comme « une parade finale », ou à Harry Thompson (en). Hergé contredit cette vision dès 1976 : « D'abord, on ne les voit pas tous, il en manque beaucoup, ce qui contredit [cette] hypothèse. Ensuite, je songe déjà au prochain Tintin ».

Au contraire, Frédéric Soumois avance que Tintin et les Picaros est à considérer comme une fin, notamment car Hergé y achève un processus de déconstruction de son univers : 

« Mais le charme de ce récit est aussi celui d'une œuvre ultime, où Hergé ferme peu à peu toutes les portes de sa fiction, s'attaque plus avant aux mythes qu'il a lui-même fondés. Les Aventures de Tintin offrent ainsi le rare exemple d'une œuvre volontairement refermée par son auteur même, d'un parcours narratif méthodiquement mené à son terme. Comme l'avait été les Bijoux, Tintin et les Picaros fut conçu comme une œuvre terminale, dont les éléments archétypaux de l'aventure devaient conduire le lecteur à la relecture des premiers récits, à la formation d'une boucle narrative perpétuelle qui comprend l'ensemble des Aventures, à jamais réunies. »

### Déconstruction du monde de Tintin

#### Un processus présent dans les derniers albums
Les derniers albums des Aventures de Tintin, dont Tintin et les Picaros, sont interprétés comme œuvrant à la « déconstruction », au « désenchantement », à la « désacralisation », de la série et de ses personnages. Déjà, Tintin au Tibet était atypique, de par son absence d'enquête et d'armes à feu, pour faire place à « l'aventure intérieure », avec la seule nature pour ennemie. Sylvain Bouyer divise l'ensemble de la série à partir de Tintin au Tibet : les albums qui le précèdent correspondent à l'époque du « roman », « du journaliste-explorateur capable de s'offrir la Lune, en refoulant à coups de poing ou d'objets les obstacles sur sa route », tandis que ceux qui le suivent se rapportent à « l'envers du décor, où le monde s'abîme dans le désastre de sa propre ironie ».
Un « processus de dérision de l'œuvre et de la création mêmes » est entamé dès Les Bijoux de la Castafiore pour Frédéric Soumois, qui y voit une perversion des structures narratives de la part du dessinateur. L'universitaire Jean Rime remarque lui aussi que « l'aventure se nie » dès cet album et dans Vol 714 pour Sydney, Hergé semble s'attaquer aux personnages de « méchants », en les ridiculisant profondément, tout en floutant volontairement la frontière entre « bons » et « mauvais ». De plus, Tintin y apparaît « dépossédé » de son aventure, étant guidé par un télépathe qui prend ainsi le rôle de maître de l'action, puis efface ensuite cette histoire de la mémoire des protagonistes. Yves Morel interprète ces changements comme une manière pour Hergé d'intégrer son héros dans son époque, désormais plutôt intéressée par les antihéros : « le héros, la morale, l'ordre traditionnel des valeurs y sont malmenés » et les précédentes aventures classiques sont presque parodiées.
Jean Rime estime que dans Tintin et les Picaros, Hergé « s'en prend même aux héros : Tintin est « déculotté », selon l'expression de Gabriel Matzneff, et Haddock suit une cure de désintoxication »,. Frédéric Soumois explique que l'auteur s'attaque désormais à l'intégrité des « personnages positifs, dernier bastion du schéma classique, qui feront les frais de ce stade ultime de la déconstruction systématique entreprise au sein de ces derniers épisodes ». Les traits caractéristiques de certains personnages sont déplacés sur d'autres : Tournesol et Haddock pratiquent parfois le même langage déréglé que les Dupondt, le capitaine empruntant même le célèbre « Je dirais même plus » de ces derniers. Finalement, pour Yves Morel, dans cette aventure, les « personnages (…) ne sont plus que leurs propres caricatures ».

#### Évolution des personnages

Le symbole de la paix figure sur le casque de Tintin.

Tintin et les Picaros est un album « révélateur de bouleversements généralisés et [qui] montre avec acuité que le monde change ». Si le monde évolue, c'est aussi le cas pour les personnages. À commencer par Tintin, pour qui le monde apparaît désormais sous un jour moins strictement manichéen. Il abandonne ses culottes de golf pour des jeans, arbore un signe peace and love sur son casque de moto et pratique le yoga,. Il semble lassé de l'aventure, notamment lorsqu'il s'avoue heureux de retourner à Moulinsart à la fin de l'épisode, dans l'avion du retour.
Comme Tintin, l'explorateur Ridgewell semble assister « à la déconfiture de ses idéaux » et être « déçu de sa robinsonnade » : son pouvoir apparaît désormais limité auprès d'Arumbayas à qui la consommation excessive de whisky a fait perdre leur culture. La dimension sacrée de la tribu, telle qu'elle était présentée dans L'Oreille cassée avec son sorcier et sa pensée magique, a disparu, et les indigènes deviennent dans cet épisode « les épaves de la société d'abondance »,.
Quant au capitaine Haddock, il semble « conduit malgré lui à l'union avec la Castafiore », selon l'analyse de l'historien Thierry Wanegffelen. Ce dernier considère que le capitaine se projette sur le couple virtuel qu'il forme avec la cantatrice à travers le regard qu'il porte sur celui du général Alcazar et de sa femme Peggy. Haddock semble compatir à la situation conjugale du général, « littéralement soumis à une virago », sommé de faire la vaisselle ou de limiter sa consommation de cigares sous l'œil réprobateur de sa « palomita ». Dès le début de l'album, le capitaine est amené « comme malgré lui à se retrouver dans la situation stéréotypée du héros venu à la rescousse de sa bien-aimée ». Or, quand la Castafiore est libérée de sa cellule, elle se précipite dans les bras du capitaine pour l'étreindre fougueusement, sans même voir Tintin. Son expression et les trois cœurs rouges dessinés autour de sa tête « symbolisent la nature de ses sentiments de l'instant » et entretient l'ambiguïté de leur situation. Devant cet assaut, Haddock semble résigné, impuissant, comme pour exprimer « une défaite acceptée d'avance ».
Par ailleurs, Thierry Wanegffelen s'interroge sur le fait que le capitaine soit devenu le véritable héros de la série. Au fil des albums, il occupe une place grandissante, notamment parce que le lecteur se reconnaît plus facilement en lui qu'en Tintin, un « héros trop parfait ». Au début de ce nouveau récit, c'est bien Haddock qui entraîne ses amis dans l'aventure, quand Tintin se montre méfiant et craint, à juste titre, un piège. Par ailleurs, la couverture montre le capitaine au premier plan, menant le groupe qui s'éloigne de la pyramide paztèque et du piège qui les y attend. Enfin, Tintin et les Picaros est le seul album de la série pour lequel la mention « Les Aventures de Tintin » n'apparaît pas sur la couverture. Fait unique, Tintin volontairement de l'aventure, de la page 13 à 23, où il est absent. Il s'agit du seul exemple dans la série, alors que le personnage apparait dans la quasi totalité des cases des premiers albums.

#### Un monde désormais factice
Philippe Goddin considère que Tintin et les Picaros marque « l'irruption du factice et du vulgaire » dans le monde de Tintin : « les masques, les cars de touristes, les œuvres d'art en toc, les plumes colorées, le carton-pâte, les singes ivres, les pétards, les bigoudis de Peggy, les shorts de Lampion, les beuveries nocturnes, les interludes télévisés, les serpentins, les mirlitons, les attaques de transistors et les lancers de tagliatelli… ». La trame même de l'album semble factice et sans impacts : pour Yves Morel, Tintin rentre chez lui « après avoir aidé un bouffon à renverser son rival : un fantoche ridicule, sans illusion sur les conséquences du changement politique auquel il a contribué ». La révolution en plein carnaval, déguisés en personnages comiques, en est le symbole : « l'épopée tintinesque se termine en opéra bouffe, en commedia dell'arte, voire en farce (Alcazar et Tintin semblent faire une blague à Tapioca) ». Le philosophe Michel Serres porte le même jugement sur cet album dans lequel tout est faux, du complot initial au carnaval final.
Le philosophe Michel Eltchaninoff voit en Tintin et les Picaros une illustration de La Société du spectacle de Guy Debord, paru en 1967, dont la thèse est que « Tout ce qui était directement vécu s'est éloigné dans la représentation ». L'album dénoncerait le « spectacle généralisé », stade avancé du capitalisme au cours duquel « les médias, le fétichisme de la marchandise, la société du loisir envahissent le champ social et politique ». La succession de coups d'État entre Tapioca et Alcazar n'est qu'un « un jeu de rôles absurde », instrumentalisé par les blocs de l'Est et de l'Ouest. L'album s'ouvre sur un exemple de manipulation médiatique, qui prend au piège Tintin : « contre la puissance du spectacle, il ne peut, avec Haddock, rien faire d'autre que… d'y participer ». La résidence surveillée accumule les faux-semblants, avec son confort et sa modernité occidentale mêlés de télésurveillance et de gardes du corps. Le bataillon d'Alcazar n'a d'héroïque et guerrière que l'apparence : ses hommes sont vautrés dans la consommation (d'alcool) et leur uniforme n'est qu'une sorte de costume de carnaval évoquant les guérillas. Chaque camp a d'ailleurs des apparences contredisant leurs soutiens. Enfin, la lutte armée se mêle à la société des loisirs, grâce à l'arrivée finale des touristes, et se déroule costumée. La prise du pouvoir par Alcazar est comme une mise en scène, une « révolution d'opérette ». Selon Eltchaninoff, Hergé lui-même n'échappe pas à ce nouveau paradigme et ne peut plus représenter l'authenticité du monde : « Hergé s'est laissé engluer dans le simulacre ».

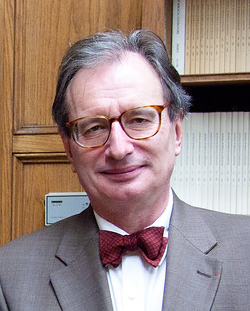
Le philosophe Jean-Luc Marion place le mensonge au centre de l'intrigue.

Pour le philosophe Jean-Luc Marion, le mensonge est le seul thème qui unifie l'album. Il prend pour exemple le personnage secondaire de Pablo qui ne peut s'empêcher de trahir Tintin après l'avoir sauvé : la trahison finit par l'emporter, preuve de l'existence d'un « vrai mal radical ». Pour autant, dans cet album comme dans le précédent, Hergé se démarque de nombreux auteurs de bande dessinée dans la mesure où ils font « du négatif le véritable héros ». Le mensonge est donc omniprésent dans Tintin et les Picaros, du général Tapioca qui dissimule les vraies raisons de l'invitation qu'il lance à Tintin et ses compagnons, au professeur Tournesol qui administre un médicament au capitaine Haddock, à son insu, pour le soigner de son alcoolisme maladif. Quand il apprend les manigances du professeur, Haddock s'emporte d'ailleurs contre ce qu'il estime être « une atteinte intolérable à la liberté individuelle », tandis que Tournesol se justifie par le fait de vouloir protéger le capitaine. Hergé laisse donc une question en suspens : le mensonge, même dans le cas d'une intention louable, est-il moralement acceptable ?

#### Un monde moins propice à l'aventure et uniformisé
Philippe Goddin explique en partie le désenchantement du monde de Tintin par le fait que l'époque ne se prête plus à l'Aventure, les quatre coins du globe étant désormais facilement accessibles grâce au tourisme de masse et aux voyages organisés. Pour l'universitaire Eudes Girard, « la société de confort technique qui se met en place au cours des Trente Glorieuses fait perdre aux nouvelles générations qui naîtront dans [les] années 1960 le sens, le goût, et peut-être l’intérêt de l'histoire, puisqu'elles seront plus préoccupées par leur réussite matérielle et sociale que par l’exploration du monde ».
Le phénomène du tourisme de masse est donc évoqué de manière éclatante dans l'album avec l'irruption du car des Joyeux Turlurons dans le camp des Picaros. Ces touristes, et Séraphin Lampion en tête, sont éminemment caricaturaux : vêtus de chemises à fleurs ou de vêtements colorés, ils sont presque tous équipés d'appareils photos ou de caméscopes, et portent des chapeaux exubérants. Leur attitude témoigne elle aussi de leur caractère sans-gêne et intrusif : à peine descendus du car, ils arpentent le camp des guérilleros à la recherche de cartes postales ou d'une boutique de souvenirs. L'un d'eux, séduit par le cadre, affirme que « Ça fait très Club Méditerranée ». À travers cette apparition intempestive, Hergé dénonce le touriste comme « une créature qui habite désormais la planète dans son intégralité, qui en hante ou ponctue tous les lieux, même les plus inattendus ». Selon Anna Madœuf et Olivier Sanmartin, le tourisme de masse « redéfini[t] peut-être la condition même de Tintin, et ce qui était son apanage, ses privilèges », dans la mesure où « il n'est plus le seul personnage exogène sur le terrain de ses propres aventures, […] il évolue dans des univers où il côtoie désormais des touristes ».
L'exotisme lui-même est menacé : l'essayiste Jean-Marie Apostolidès voit dans la circulation du whisky, omniprésent dans cet album, le reflet d'une uniformisation des comportements. Il note que cette boisson, auparavant réservée à l'espace privé, se diffuse désormais à grande vitesse dans l'espace public. Sa consommation n'est plus le seul fait du capitaine Haddock, elle se retrouve partout et sous une forme réduite à une seule marque, Loch Lomond. La boisson s'introduit à Moulinsart jusque dans la publicité télévisuelle et le capitaine en offre aux journalistes venus recueillir son témoignage dans l'affaire du complot. Nestor lui-même en boit en cachette, « pour se mettre au diapason des autres ». Au San Theodoros, le whisky se trouve aussi bien dans le bureau du colonel Sponsz ou dans la résidence surveillée où Tapioca fait garder le capitaine et ses amis, que dans la forêt vierge, parachuté chez les Arumbayas et les Picaros, et dans le carnaval, sponsorisé par Loch Lomond. Ainsi, « le whisky unifie ce qui était séparé ; les classes, les ethnies se liquéfient dans la même masse amorphe et indifférenciée ».

### Style graphique

#### Faiblesses du dessin et du découpage

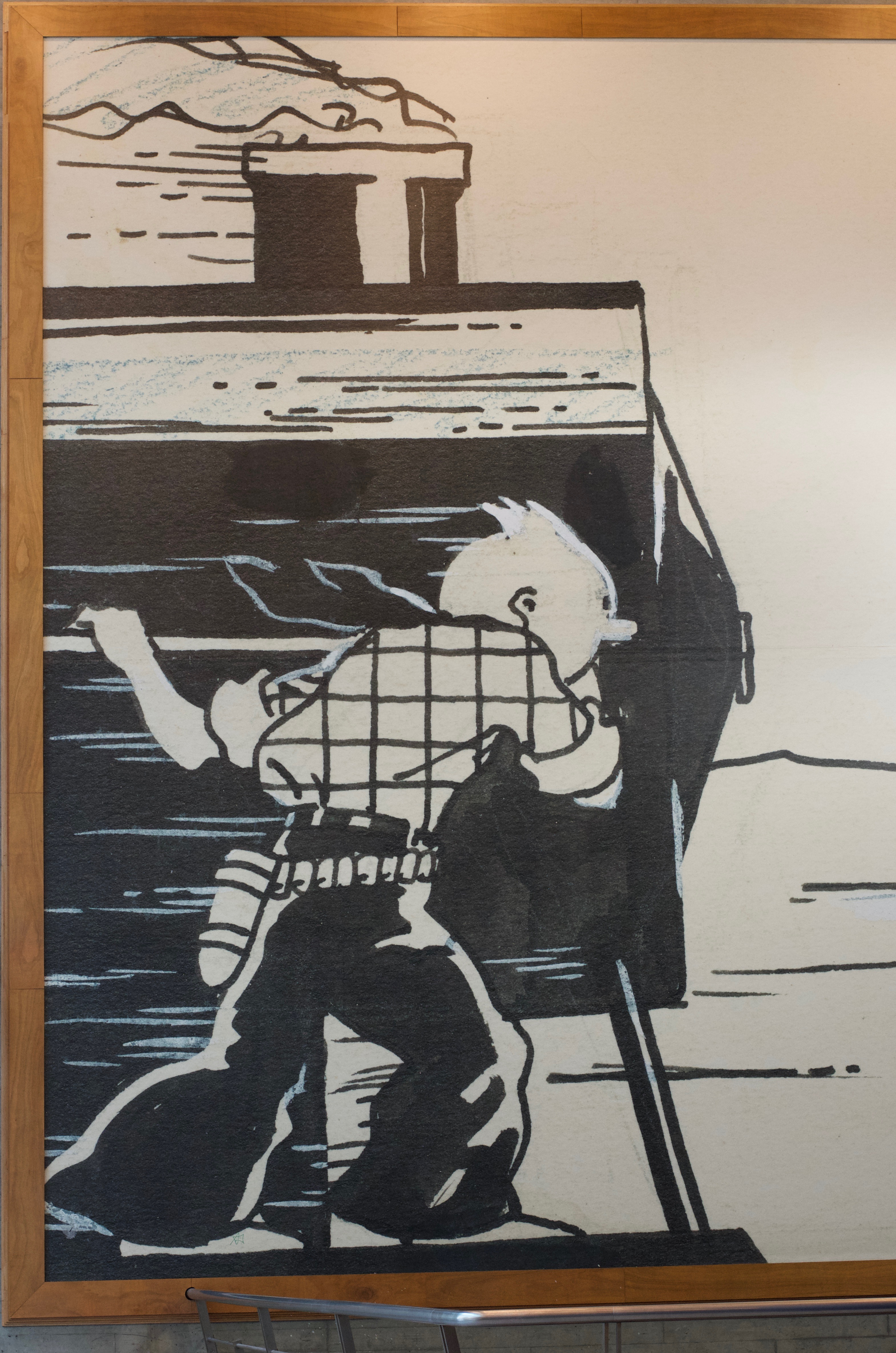
Une case de Tintin en Amérique reflétant tout l'art graphique initial d'Hergé, près de cinquante ans avant Tintin et les Picaros.

Tintin et les Picaros déçoit également sur le plan graphique de nombreux critiques. Un dessin d'une qualité moindre par rapport aux précédents albums, parfois maladroit, un découpage moins clair et la saturation des décors sont mis en cause. D'ailleurs, le trait d'encre plus épais que sur les précédents albums alourdit l'ensemble. Benoît Peeters juge la réalisation graphique de cet album « laborieuse ». Il en est de même pour Pierre Assouline, qui s'insurge contre les modifications graphiques opérées sur le personnage de Tintin : celui-ci apparaît légèrement vieilli mais il a surtout troqué sa célèbre culotte de golf pour des jeans marrons. D'autre part, s'il reconnaît la qualité du travail mené par Bob de Moor sur les décors, effectué avec la plus grande minutie dans la réplique d'éléments réels, il estime qu'il ne suffit pas à donner une âme à cet album.
Alors qu'Hergé s'était éloigné du langage cinématographique au fil de son expérience de dessinateur, il revient étonnamment à l'emploi de gros plans, régulièrement et sans forcément de nécessité narrative. L'universitaire Sylvain Bouyer affirme dans Les Cahiers de la bande dessinée que le talent graphique d'Hergé se perd dans cet album : « La réussite classique d'Hergé, c'est d'être parvenu à faire des récits moyens : plans moyens, répartition moyenne des pleins et des vides, cernés d'un trait égal. Or, Tintin et les Picaros suit moins que tout autre album cette règle : la dernière vignette de la page 31 montre par exemple la tête d'Alcazar en gros plan dans un grand cadre. Comparée à l'ensemble de la planche, cette image n'est plus d'échelle ; il y a trop de vide à l'intérieur des contours. Un malaise s'installe, consécutif à une perte de l'intensité réaliste ; le graphisme s'infantilise ». Plus tard, il ajoute que, dans les derniers albums, le dessin a « perdu toute nervosité. La forme s'écarquille à partir des Bijoux. Le trait devient plus mou, il englobe plus de vide. Hergé affectionne les gros plans. Il dessine moins souvent les personnages en pied ; il s'intéresse aux grosses têtes, freinant la course du récit ». Autre innovation, le découpage traditionnel en quatre strips réguliers est perturbé à de nombreuses reprises, ce qui s'avère inhabituel par rapport aux précédents albums. De plus, Philippe Goddin déplore un découpage lésé par « un encombrement figeant les derniers mouvements », alors qu'Hergé avait établi des découpages plus clairs dans les précédents albums.
Tintin se montre dans des attitudes plus posées que dans les albums précédents. Il en semble même vieilli. Philippe Goddin rappelle qu'auparavant « ses positions déséquilibrées faisaient sans cesse rebondir l'action, en articulant les segments narratifs et en assurant le passage d'une dynamique à l'autre ». Il explique que, dans Tintin et les Picaros, la plupart de ces « poses timorées » sont issues de croquis d'observation réalisés par les assistants d'Hergé avec l'auteur pour modèle — celui-ci campe lui-même l'attitude qu'il désire, pour ne pas perdre de temps à la décrire, et est croqué par son collaborateur. Tintin est donc plus assagi car il adopte directement les postures de son dessinateur sexagénaire.
Néanmoins, Hergé livre deux remarquables inventions graphiques avec la confrontation nez à nez de Haddock et Tapioca à travers un écran de télévision à la huitième planche et l'image au mouvement décomposé de Nestor agitant son plumeau dans tous les sens, à la onzième planche. Pour la seconde, il reprend un procédé déjà éprouvé dans Le Secret de La Licorne,. Cet effet stroboscopique est porteur de sens : pour se rattraper d'avoir écouté aux portes la conversation de son maître, le domestique donne le change en redoublant d'activité ménagère. Selon la formule de Pierre Fresnault-Deruelle, « Nestor en fait trop pour signifier qu'il en fait assez ».

#### Implication et emprise des Studios Hergé

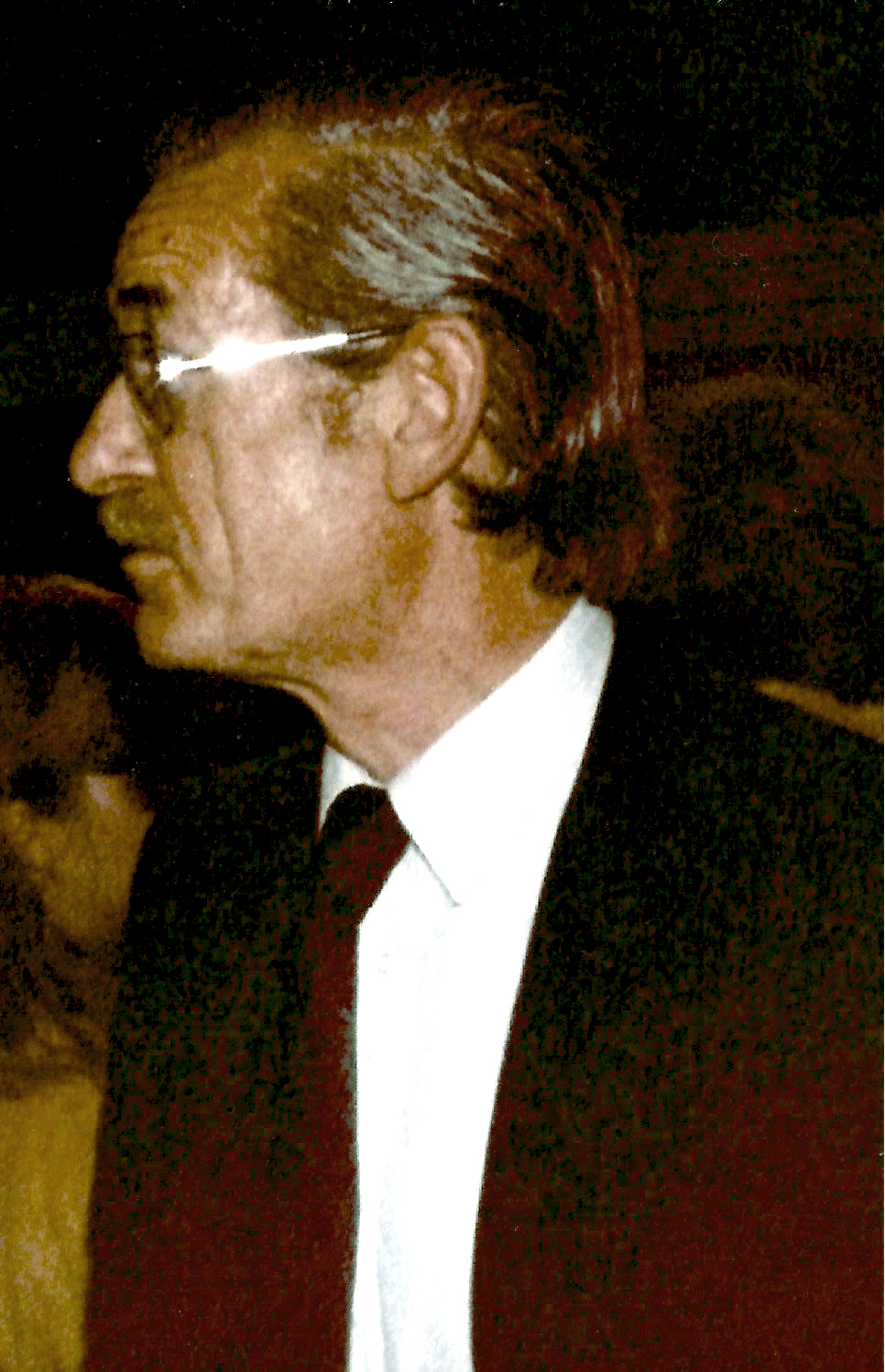
La faiblesse graphique de l'album est notamment imputée à Bob de Moor, à qui Hergé aurait délégué en partie le dessin.

Philippe Goddin fait remarquer que les crayonnés de l'album ne détonent pas vis-à-vis de ceux des précédents, et établit que les « faiblesses graphiques (incontestables) » apparaissent sur les dessins achevés imprimés. Il soupçonne alors qu'Hergé a, pour la première fois, laissé en partie la main à ses assistants pour la mise à l'encre de ses personnages, d'où certaines maladresses repérées. Jusqu'alors Hergé traçait à l'encre lui-même tous ses personnages, et ne laissait à ses collaborateurs que l'encrage des décors et accessoires les entourant. Il a toujours affirmé avoir réalisé seul la mise à l'encre des personnages. Sans trancher sur la question, Goddin signale que le dessin du héros lui-même est parfois maladroit, très inégal : « on trouve de-ci de-là un Tintin court sur pattes, la nuque raide, l’oreille démesurée, la houppe trop lourde ou posée trop en avant sur le crâne ». Benoît Peeters avance directement que, pour la première fois, Hergé a cédé le dessin de certains personnages à son principal assistant, Bob de Moor, notamment pour la scène du carnaval ; de Moor s'exécute avec moins de souplesse dans le trait, révélant la fragilité du style d'Hergé qui était pourtant considéré comme neutre et facilement exportable : « qu'elle se durcisse un peu trop et la ligne claire dev[ient] la ligne raide ».
Bob de Moor dément avoir dessiné l'album à la place d'Hergé et soutient que la répartition des tâches était la même que sur les précédents albums. Il explique néanmoins avoir travaillé à seulement deux avec Hergé sur cet album, à cause du départ d'assistants importants comme Jacques Martin ou Roger Leloup.
Au delà de l'encrage des personnages, Philippe Goddin estime que le dessin d'Hergé s'est laissé submerger par le travail de ses collaborateurs des Studios Hergé au fur et à mesure des albums. D'une part, ces derniers, en exprimant tous leurs talents techniques, ont noyé les personnages dans des décors minutieux mais surchargés, d'autant plus qu'Hergé leur a laissé dans cet album de nombreuses cases de grande taille à compléter — ainsi, Tintin et les Picaros est l'un des albums présentant le moins de vignettes. De ce fait, le dessin d'habitude lisible d’Hergé est ici parsemé de parasites : sur le marbre du château de Moulinsart sont dessinés des petits traits verticaux figurant des reflets mais, étant placés aléatoirement, sans discernement, ils gênent les autres éléments de la case, donnant notamment l'impression que les personnages sont détachés du sol (par exemple, Tintin lorsqu’il fait du yoga) ; le décor trop détaillé étouffe certains effets graphiques tels que les lignes en ressorts signifiant un mouvement désordonné. D'autre part, au contact de ces autres dessinateurs, Hergé aurait peu à peu perdu le côté spontané de son trait : « il a laissé la ligne claire se glisser dans une jungle inextricable, ramollissant son graphisme à mesure que devenait rigide le trait qui devait l'incarner ». Sur la colorisation, le sémiologue Pierre Fresnault-Deruelle souligne que « les couleurs criardes ou blafardes des scènes de carnaval de la dernière partie […] signent le déclin d'un style auquel Hergé commence à ne plus adhérer ».

« Ce qui fait cruellement défaut dans ce qui est devenu un étalage chaotique et bariolé, c'est le côté spontané qui faisait tout l'intérêt et toute la force des épisodes « de la maturité ». Comme si, ayant accouché de Tintin au Tibet et des Bijoux de la Castafiore, le grand Hergé était devenu indifférent aux qualités essentielles de son propre travail. Complice d'une vilaine action, ou alors frappé de cécité, il a participé à l'étouffement de sa propre expression, laissant peu à peu envahir ses planches par les débordements de fabricants. »

— Philippe Goddin, Hergé et les Bigotudos, 1990.

#### Une modernisation visible et décriée

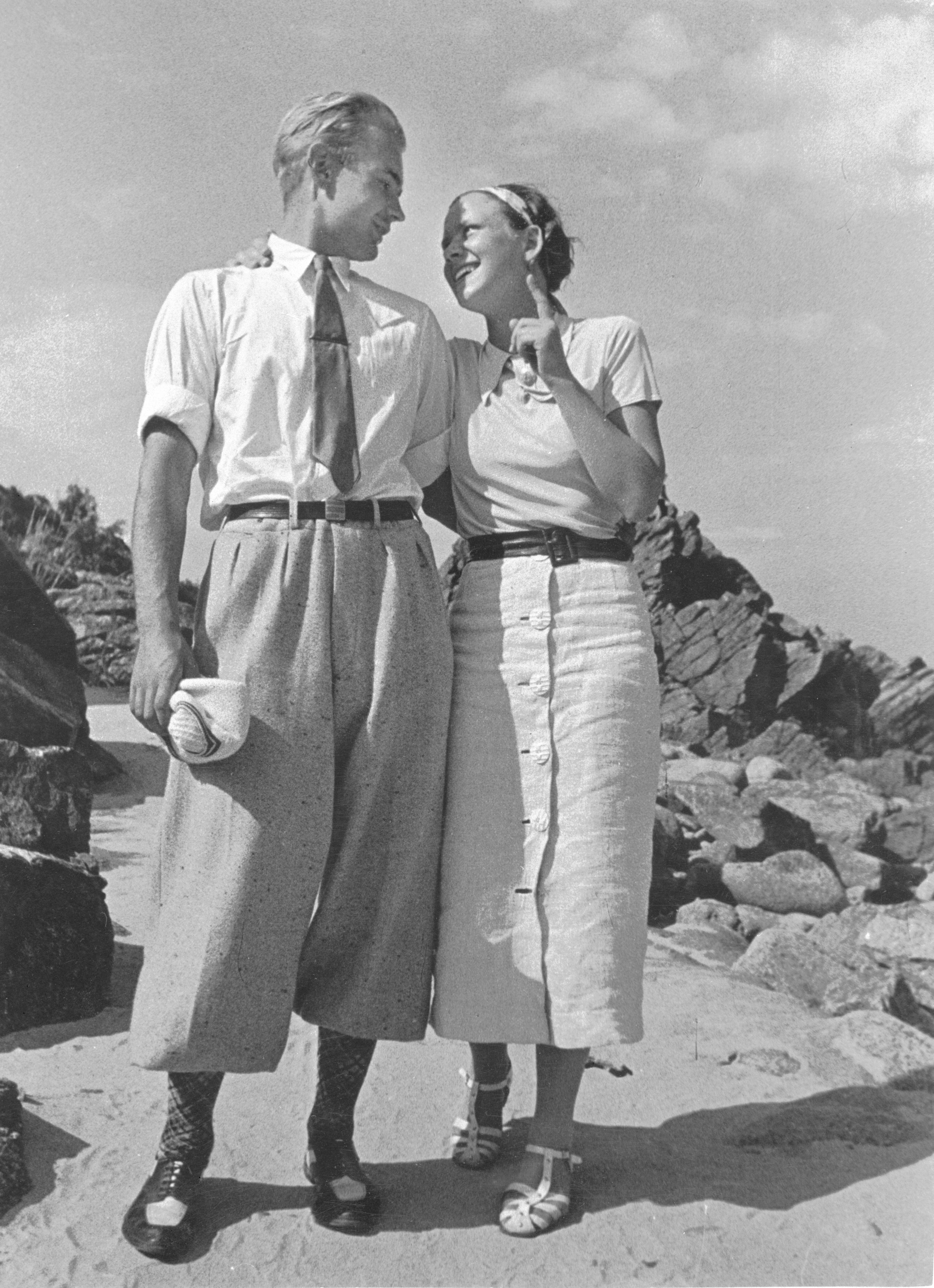
Un jeune homme portant une culotte de golf en 1936, époque où ce type de pantalon était à la mode, quarante ans avant Tintin et les Picaros.

Tintin et les Picaros intègre pleinement la mode de son époque, dans ses décors et costumes. Depuis les débuts, Hergé renouvelle progressivement l'environnement, le mobilier, les véhicules ou les vêtements à chaque album pour fondre celui-ci dans son temps. Les années séparant de plus en plus les derniers albums, ces changements sont très visibles et apparaissent brutaux, contrairement à l'époque où les albums sortaient de façon plus rapprochée.
Le changement le plus remarqué et commenté est l'apparition de la paire de jeans marron aux jambes légèrement évasées de Tintin, destinée à le rapprocher des jeunes des années 1970,. Ses classiques souliers lisses sont remplacés par des mocassins à coutures, et il porte également un blouson d'aviateur lorsqu'il arrive en cyclomoteur. Jusqu'alors, Tintin n'avait changé d'habits que temporairement, les troquant par exemple pour des accoutrements locaux dans ses voyages. L'abandon de l'emblématique culotte de golf déçoit les lecteurs et les critiques. Ce n'est pourtant que la continuation d'un changement datant déjà de plusieurs années : Tintin porte des jeans marrons depuis le film d'animation Tintin et le Temple du Soleil en 1969, ce pantalon étant à la fois plus aisé à animer et plus compréhensible à l'international. Hergé le justifiait par la volonté de rendre son personnage plus accessible à l'exportation, dans des pays où il n'est pas connu, en le débarrassant de ce vêtement désuet.
Malgré les protestations, la transformation fut conservée dans les apparitions suivantes, dont l'autre long-métrage Tintin et le Lac aux requins en 1972,. Hergé révèle dès 1971 que Tintin ne portera plus ses culottes de golf dans l'album à venir. Il juge lui-même que ce n'est pas une « grande révolution » et souligne que le pantalon est de la même couleur et ne se remarque pas.
Reprenant les critiques formulées dès 1964 par l'écrivain et tintinophile Gabriel Matzneff, Ludwig Schuurman explique que la culotte de golf avait la vertu de rendre le héros — et ses albums — éternel et intemporel, hors des modes du moment, tel un uniforme immuable. Philippe Goddin considère que, sur le plan visuel, « avec des jeans plus conventionnels, Tintin s'est physiquement éteint ». Pierre Assouline rejette cette concession du dessinateur à l'air du temps, doublée d'une volonté de rendre l'allure de Tintin plus acceptable au grand public américain, car, de son point de vue, ce changement est du « pire effet ».

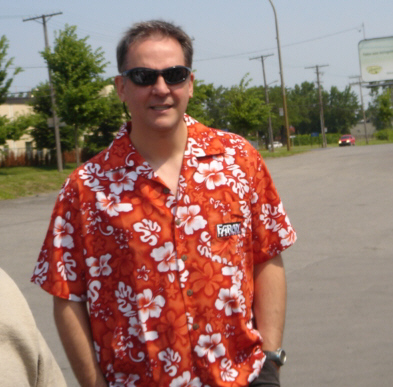
Une chemise hawaïenne comme celle portée par Séraphin Lampion.

L'irruption des Aventures de Tintin dans cette décennie se voit d'autant plus dans les personnages secondaires et figurants. Déjà apparu dans un habit plus chic que ses vêtements de marin, Haddock arbore brièvement un complet deux pièces, une cravate ascot et une paire de penny loafers. Les deux journalistes de Paris-Flash portent des habits typiques du temps : des pantalons « pattes d'eph », ainsi qu'un col roulé moulant pour Jean-Loup de la Batellerie et une veste de survêtement pour Walter Rizotto. Un autre journaliste affiche une veste à larges carreaux. Le procureur général santhéodorien arbore des lunettes classiques de l'époque. La mode capillaire est également adaptée : plusieurs personnages masculins apparaissent avec de longues pattes, notamment Alcazar et Jean-Loup de la Batellerie, qui n'en arboraient pas dans leurs précédentes apparitions. Hergé met enfin en scène une nouvelle mode sociale, grandissante au cours de la décennie : le tourisme de masse. Il représente des touristes caricaturaux, en particulier par leur accoutrement, dont Séraphin Lampion avec sa chemise hawaïenne, sa casquette en toile, ses chaussettes montantes et son boitier d'appareil photo porté autour du cou,. Le professeur Tournesol, en revanche, garde la même tenue depuis sa première apparition dans Le Trésor de Rackham le Rouge, trente ans plus tôt.

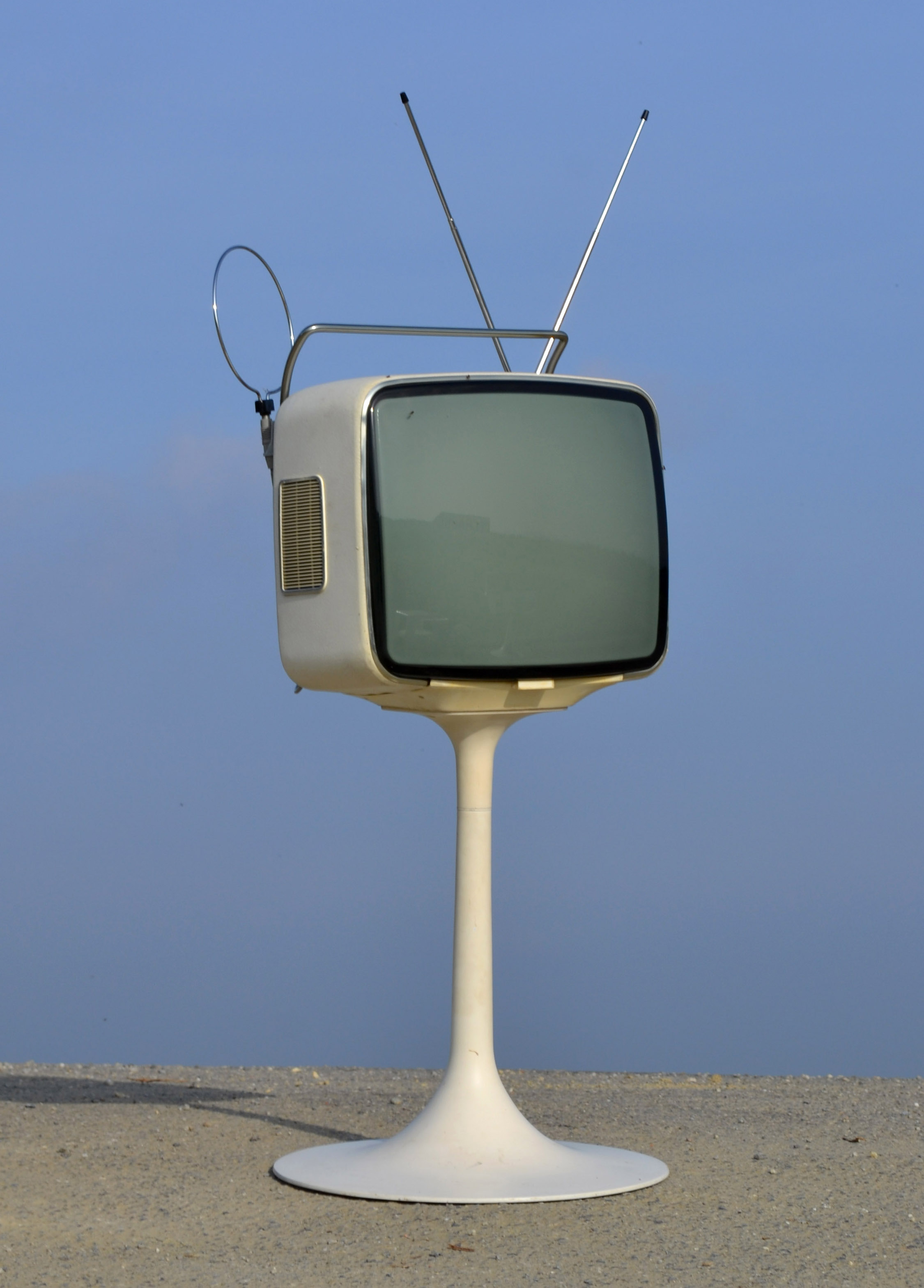
Une télévision couleur moderne au pied « tulipe », de design Space Age, est désormais présente au château de Moulinsart.

Le mobilier comporte quelques innovations. Le salon du château de Moulinsart comprend une télévision couleur aux lignes courbes typiques de ces années-là,. En plus d'œuvres d'art moderne, Hergé place aussi du matériel neuf dans la résidence surveillée, tiré de catalogues de design et de décoration récents. Les Studios Hergé dessinent des véhicules inspirés de modèles contemporains, notamment ceux du régime tapioquiste et le cyclomoteur de Tintin. Le reflet de la mode se glisse dans les moindres détails du dessin : Hergé reproduit un flacon du parfum Eau sauvage de Christian Dior dans la salle de bains du capitaine.

### Autres interprétations

#### Regard porté sur la politique et les peuples sud-américains
Tintin et les Picaros s'inscrit dans la lignée des aventures au cadre explicitement politique, tels Tintin au pays des Soviets, Le Lotus bleu, Le Sceptre d'Ottokar, Tintin au pays de l'or noir, Coke en stock, L'Affaire Tournesol,. Cependant, Benoît Peeters considère qu'« on est loin (…) de la dénonciation caricaturale du Pays des Soviets, loin aussi du ton presque militant adopté au moment du Lotus Bleu ». De même, Harry Thompson (en) l'établit comme l'album d'Hergé le plus manifestement politique depuis des années mais souligne l'absence d'engagement dans l'un ou l'autre camp, au contraire des premiers albums.
Tintin et les Picaros met en scène un régime dictatorial tenu d'une main de fer par le général Tapioca et ses sbires et de fait, Hergé décrit un certain nombre d'instruments utilisés par le régime autoritaire pour assurer sa permanence. En premier lieu la surveillance des individus, sans laquelle la dictature ne peut se maintenir. Ainsi, dès leur arrivée au San Theodoros, le capitaine Haddock, le professeur Tournesol puis Tintin sont enfermés dans une villa truffée de micros et de caméras. Dans un second temps, c'est la mainmise du pouvoir sur la justice qui est évoquée, à travers le simulacre de procès de Bianca Castafiore.

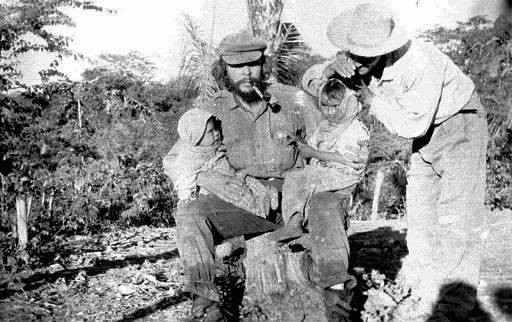
Le Che en 1967, à l'époque où il mène la guérilla en Bolivie.

À travers l'affrontement entre le général Alcazar et son rival Tapioca, Hergé transpose surtout le contexte historique sud-américain, marqué par ses nombreuses révolutions, et finalement, les deux dictateurs sont « chacun le champion d'un camp » selon l'expression de Jacques Langlois. Si les Picaros du général Alcazar ressemblent aux guérilleros de Che Guevara, ils n'en ont que l'apparence vestimentaire : Alcazar est en effet soutenu par une puissance commerciale et financière américaine, l'International Banana Company. Il s'agit d'un pastiche de l'United Fruit Company, une société qui a notamment soutenu un coup d'État au Guatemala et financé l'opposition cubaine à Fidel Castro dans le but de protéger ses intérêts. De son côté, le général Tapioca apparaît comme une « marionnette du bloc de l'Est » puisqu'il est soutenu par la Bordurie du maréchal Plekszy-Gladz, qui lui a délégué le colonel Sponsz pour l'aider dans son entreprise militaire. Le philosophe Michel Serres considère que, sur le plan politique, cet album traite du principe de la répétition : le général Alcazar duplique Tapioca comme le panneau « Viva Alcazar » répète à la dernière image le panneau « Viva Tapioca » du début de l'album. Finalement, qu'importe la révolution, une dictature en remplace une autre.

« Tintin et Haddock n'essaieront pas de changer quoi que ce soit au problème fondamental qu'ils trouvent au San Theodoros : le Tiers-monde et ses bidonvilles. Ils s'en savent incapables. La volonté de réalisme et de vérisme de Hergé l'empêche de donner à ses héros une fonction sotériologique identique à celle qui était la leur dans Le Lotus bleu, Le Sceptre d'Ottokar ou encore Tintin au Tibet. Ils ne pourraient en effet résoudre seuls un tel problème. »

— Frédéric Soumois, Dossier Tintin, 1987.
Si Tintin et les Picaros diffère du reste de la série sur de nombreux points, il est cependant en parfaite adéquation avec le « cheminement d'Hergé vers plus de compréhension et de tolérance », comme le souligne Philippe Goddin. Au fil des albums, Hergé s'éloigne des stéréotypes de ses débuts et peu à peu, son regard sur le monde se nuance. De ce point de vue, la représentation des Arumbayas, et l'attitude dénonciatrice d'Hergé envers l'alcoolisme des autochtones, montre cette évolution. Alors que la consommation de whisky dissout peu à peu l'opposition fondamentale entre société sauvage et société civilisée, l'auteur laisse entrevoir que l'avenir des Arumbayas ne se situe pas dans la forêt mais dans les favelas qui s'agglutinent aux portes de Las Dopicos.
De même, Pascal Ory estime que « l'humanisme hergéen » apparaît dans le renvoi dos à dos des deux dictateurs, Alcazar et Tapioca, comme pour souligner que si le décor change, la misère du peuple reste la même. Michel Porret voit quant à lui dans cet album un « épisode du désenchantement conservateur sur la révolution politique qui reproduit l’inégalité sociale qu’elle veut abolir ».

#### L'image de la féminité
Sur l'ensemble de la série des Aventures de Tintin, les personnages féminins sont extrêmement rares et quand Hergé les utilise, c'est essentiellement dans un rôle secondaire et distrayant pour les autres personnages. Bien qu'il mette en scène les personnages de Bianca Castafiore et Peggy Alcazar, Tintin et les Picaros ne déroge pas à cette règle.
En effet, la Castafiore ne figure que sur quelques planches, mais elle est surtout loin d'être mise en valeur à travers ses courtes apparitions. À la deuxième planche, le lecteur la découvre à travers un écran de téléviseur qu'elle fait vibrer sa voix perçante, ce qui attise la terreur du capitaine Haddock. À la planche 13, son mauvais caractère s'exprime dans la seule vignette où elle est représentée : elle renvoie à la tête d'un gardien de la prison le plat de pâtes qu'il vient de lui apporter, exigeant une meilleure cuisson. Cette scène est reprise dans l'avant-dernière planche de l'histoire, lorsque Tintin et le capitaine viennent la délivrer, avant que ce dernier ne subisse littéralement son étreinte. Pour autant, l'écrivaine Françoise Mallet-Joris nuance ce portrait à charge de la cantatrice : au cours d'une émission où participe Hergé et alors qu'est abordée la possible misogynie de son œuvre, l'écrivaine, bien qu'adhérant à ce point de vue, estime que le dessinateur « se rachète » en mettant en scène la courageuse attitude de la Castafiore pendant son procès.
Si, pour Michel Serres, elle n'est qu'une duplication de la Castafiore, la figure de Peggy Alcazar est encore plus caricaturale : dès sa première apparition, à la planche 41, elle est représentée cigare en main, des rouleaux sur les cheveux, et son mauvais caractère transparaît dans la manière dont elle s'adresse au général Alcazar. Par la suite, elle apparaît systématiquement en colère et insatisfaite. Pour Jean-Marie Apostolidès, qui la qualifie de « tyran domestique qui ne souffre pas la contradiction », Peggy Alcazar incarne la volonté de dominer les hommes, ce que Bianca Castafiore n'exprime qu'épisodiquement dans la série. Riadh Ghessil note également que son prénom, Peggy, sonne comme le mot anglais « pig », qui signifie « cochon », ce qui présente une forte connotation péjorative. Le fait qu'Alcazar la délaisse au camp des Picaros pendant qu'il mène sa révolution semble renforcer la représentation orientée des personnages féminins dans l'œuvre d'Hergé, régulièrement mis à l'écart de la trame du récit.

#### Une critique des médias au service de la narration
Michel Porret souligne que la presse écrite, et plus globalement les médias, sont largement représentés dans les Aventures de Tintin. Tout en créant un « effet de réel », les représentations médiatiques font avancer le récit,. Dans cet album, ce sont d'ailleurs les médias qui donnent l'impulsion de l'intrigue : l'affaire Castafiore est relayée par la presse écrite, la télévision et la radio, avant que les personnages principaux y prennent part eux-mêmes à la suite de l'intervention des journalistes à Moulinsart. À travers cette séquence, Hergé dénonce « le brouhaha médiatique et ses dérives potentielles », mais l'utilisation de ces supports médiatiques lui permet de conduire son récit en devenant un narrateur à la troisième personne : dans Tintin et les Picaros, les coupures de presse ne constituent plus une « pause descriptive » dans le récit, comme c'est le cas dans les situations initiale et finale de certains albums, mais elles rapportent véritablement une partie de l'action qui n'est pas représentée à l'image. De même, l'intervention des médias relance le récit à plusieurs moments : les héros apprennent l'imminence de l'exécution des Dupondt depuis le camp d'Alcazar en pleine jungle grâce à la retransmission du procès à la télévision, et le suspens final du peloton d'exécution est amorcé par le message diffusé trop tard à la radio. Ainsi, le philosophe Jean-Luc Marion considère qu'à travers cet album, et celui des Bijoux de la Castafiore, Hergé dévoile « les rouages, les processus et les dimensions de la vie médiatique ».

## Autour de l'album

### Page retirée de l'album
Une page a dû être retirée lors de l’édition finale de l’album, car il devait en contenir au maximum 62 (comme à l’habitude). Cette page montre le colonel Sponsz « Esponja » boire son verre, puis grogner : « Cette fois-ci, je les briserai ! Comme… comme je brise ce verre ! » Il jette alors son verre par terre, qui ne se fêle même pas et rebondit contre un buste de Plekszy-Gladz, brisant sa moustache. L’officier militaire qui est avec Sponsz dans la pièce se met alors à éclater de rire, puis se fait réprimander par le Colonel qui le menace, indirectement, de bloquer sa promotion s’il raconte ce qui s’est passé, et qui accuse de la faute une femme de ménage. Cette page est d'ailleurs présentée dans Le musée imaginaire de Tintin. Le fait que cette scène soit une reprise de la scène de Rastapopoulos et de l'araignée dans Vol 714 pour Sydney ne doit pas être étranger à son abandon.

### Adaptation
L'album est adapté en 1992 dans une série animée basée sur les Aventures de Tintin produite en collaboration entre le studio français Ellipse et la société d'animation canadienne Nelvana, tous deux spécialisés dans les programmes pour la jeunesse. Tintin et les Picaros est conté en deux épisodes de 20 minutes, les trente-huitième et trente-neuvième, soit les deux derniers épisodes de la série. Cette adaptation, réalisée par Stéphane Bernasconi, est reconnue pour être « généralement fidèle » aux bandes dessinées originales, dans la mesure où l'animation s'appuie directement sur les planches originales d'Hergé.
Le double épisode comprend des différences par rapport à l'album dont il est adapté. Les transformations apportées par Hergé à son héros dans l'album sont effacées : Tintin garde son habituel pantalon de golf, et, au début de l'aventure, apparaît dans son traditionnel trench-coat et non en blouson, et conduit une moto au lieu d'un cyclomoteur. À l'instar d'autres épisodes, le scénario est aussi modifié.

### Postérité
Tintin et les Picaros a fait l'objet d'une parodie littéraire en mai 2014, Saint-Tin et les p'tits carrosses, écrit par Gordon Zola dans sa série Les Aventures de Saint-Tin et son ami Lou. Si l'auteur se nourrit de l'univers d'Hergé, le scénario de ses aventures s'en différencie complètement.
La première version abandonnée de la case d'ouverture de l'album, avec son paysage estival, décore la salle du restaurant Le Petit Vingtième, au musée Hergé.
En 1978, le navigateur Gilles Le Baud, fondateur du Spi Ouest-France, donne le nom de Général Tapioca à son nouveau monocoque, un Half Tonner construit pour participer à la Course de l'Aurore, qu'il remporte finalement.